# Veselin Topalov
Veselin Topalov (en bulgare : Веселин Александров Топалов), né le 15 mars 1975 à Roussé en Bulgarie, est un joueur d'échecs bulgare.
En 2005, il devient champion du monde de la Fédération internationale des échecs. Après avoir été numéro un mondial pendant deux ans (d'avril 2006 à janvier 2007 et d'octobre 2008 à novembre 2009), il est le numéro deux au classement Elo FIDE de janvier à novembre 2010. Au 1er juillet 2015, après sa victoire au tournoi Norway Chess, il est numéro deux mondial avec un classement Elo de 2 816 points, qui constitue son record.

## Biographie et carrière

### Débuts aux échecs
Veselin Topalov apprend à jouer aux échecs à l'âge de 8 ans avec son père. En 1989, il devient champion du monde des moins de 14 ans à Aguadilla, Porto Rico et deuxième en 1990 au championnat du monde des moins de 16 ans à Singapour. Il devient grand maître international (GMI) en 1992.
Il est le capitaine de l'équipe bulgare depuis 1994, année où celle-ci a fini quatrième à l'Olympiade d'échecs à Moscou, Topalov remportant la médaille d'or pour la meilleure performance de l'olympiade.
Son entraîneur et manager est le maître international Silvio Danailov (en).

### Champion du monde et Oscar des échecs (2005)

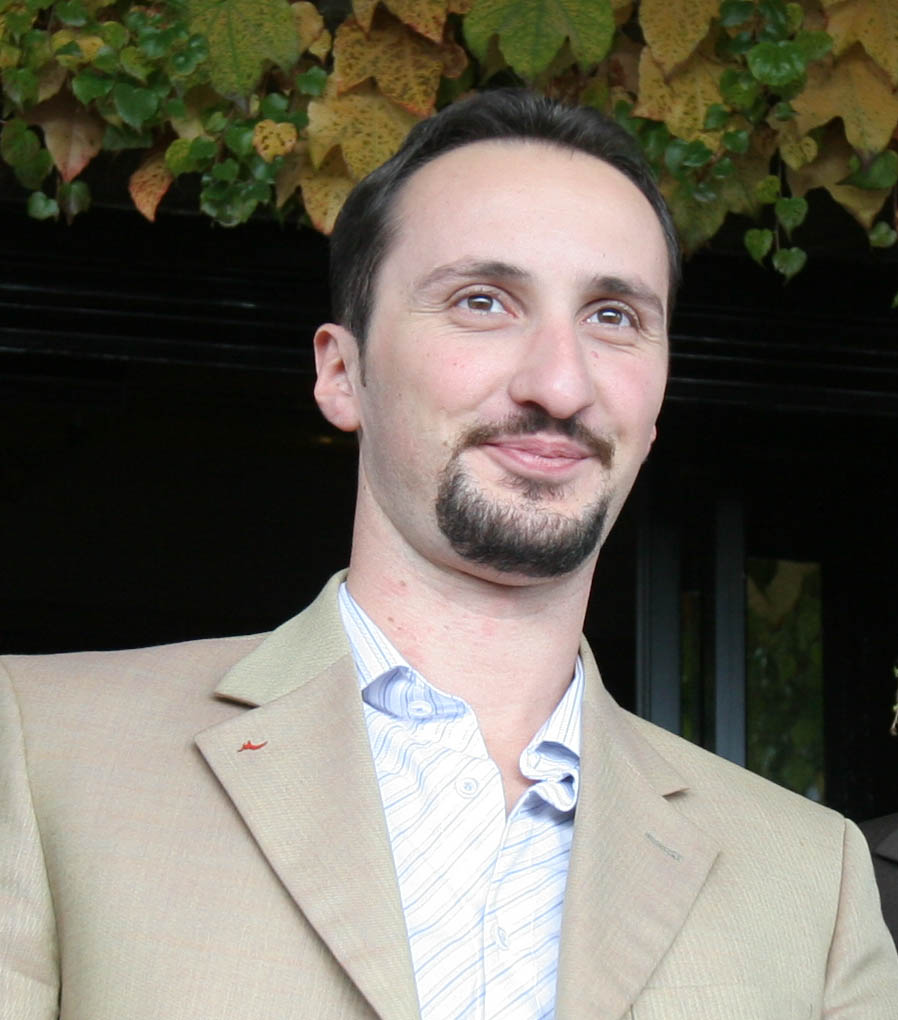
Veselin Topalov en 2005.

Lors du Championnat du monde de la Fédération internationale des échecs 2004 à Tripoli, Libye, Veselin Topalov atteint les demi-finales et est battu par le vainqueur Rustam Qosimjonov.
En février-mars 2005, il bat Garry Kasparov lors de la dernière ronde du tournoi de Linares et termine à égalité de points avec Kasparov, mais deuxième au départage.
En mai 2005, il remporte le tournoi d'échecs de Sofia, un point devant Anand (deuxième). suivi de J. Polgar, Ponomariov, Kramnik et Adams.
En octobre 2005, il remporte le titre de Champion du monde FIDE à San Luis en Argentine face à sept autres joueurs, en terminant seul premier du tournoi avec 10 points sur 14 possibles, soit une performance de 2 892 points Elo.
Deuxième meilleur joueur mondial derrière Garry Kasparov, il remporte l'Oscar des échecs pour l'année 2005.

### Numéro un mondial (2006 et 2009)

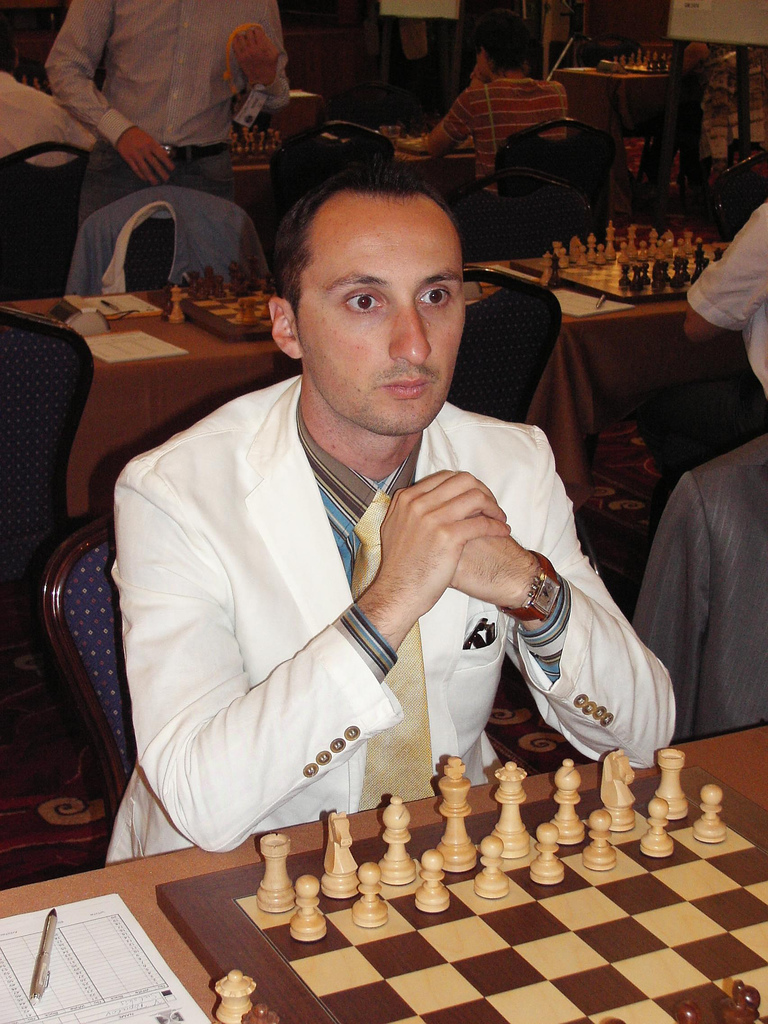
Veselin Topalov en 2007.

Au classement Elo de janvier 2006, Veselin Topalov devient le troisième joueur de l'histoire à passer la barre des 2 800 points, avec un classement de 2801.
Au classement Elo d'avril 2006, il devient numéro un mondial avec 2 804 points à la suite du retrait de Garry Kasparov des listes officielles. En juillet 2006, son Elo atteint 2 813, devenant ainsi le second joueur le plus haut classé de tous les temps à cette période, derrière les 2 851 points de Kasparov.

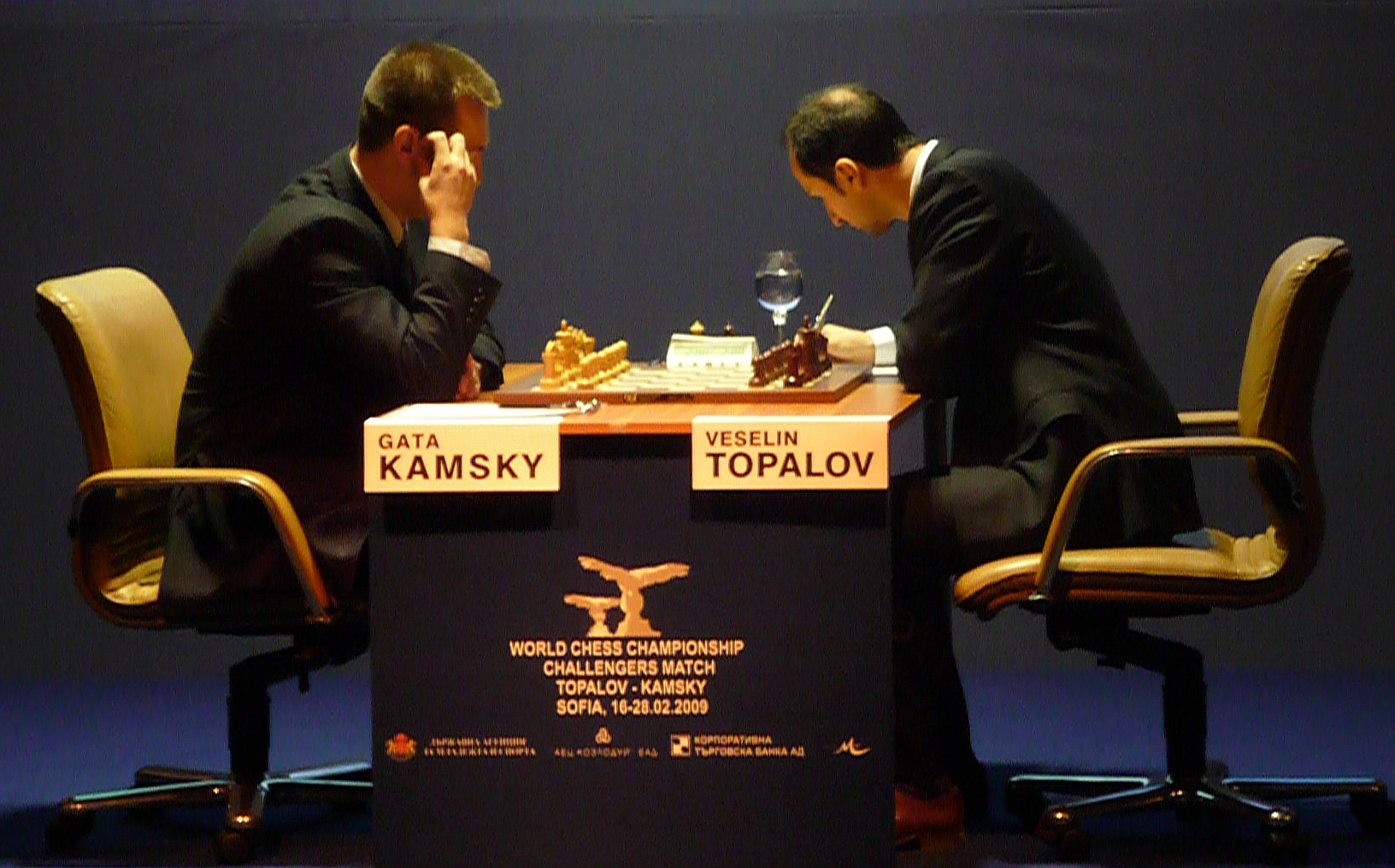
Topalov (à droite) face à Gata Kamsky en 2009.

Lors du match de réunification des champions du monde FIDE et classique en 2006, il perd son titre de champion du monde FIDE contre Vladimir Kramnik mais conserve sa place de numéro un mondial jusqu'en janvier 2007. En avril 2007, il cède la première place à Viswanathan Anand. D'octobre 2008 à novembre 2009, il occupe à nouveau la tête du classement mondial
En février 2009, il bat Gata Kamsky lors du match des candidats à Sofia. Il gagne ainsi le droit d'affronter le champion du monde Viswanathan Anand lors du championnat du monde d'échecs 2010, match qu'il perd sur le score de 5,5 à 6,5 (+2 -3 =7).

### Depuis 2010
Au 1er septembre 2010, Veselin  Topalov est le 2e joueur mondial avec un classement Elo de 2 803.
Lors du tournoi des candidats de 2011 où il est sélectionné avec sept autres joueurs, il est éliminé en quarts de finale le 8 mai par Gata Kamsky sur le score de 1,5 à 2,5 (-1 =3).
Il participe au Grand Prix FIDE 2012-2013 et remporte deux tournois : Londres 2012 et Zoug 2013, et termine troisième-quatrième du tournoi de Pékin. Il remporte le classement général du grand prix, ce qui le qualifie pour le tournoi des candidats 2014.
Lors du championnat d'Europe par équipe 2013, il remporte la médaille d'or au premier échiquier.
En 2014, il participe à sa huitième Olympiade d'échecs à Tromsø. Lors de l'Olympiade 2014, la Bulgarie termine 25e. Il remporte la médaille d'or individuelle au premier échiquier.
En 2015, après une victoire au tournoi Norway Chess, il parvint au quatrième tour (huitième de finale) de la Coupe du monde d'échecs 2015 à Bakou où il est éliminé par Peter Svidler.

### Victoires à des tournois majeurs
Veselin Topalov a remporté :

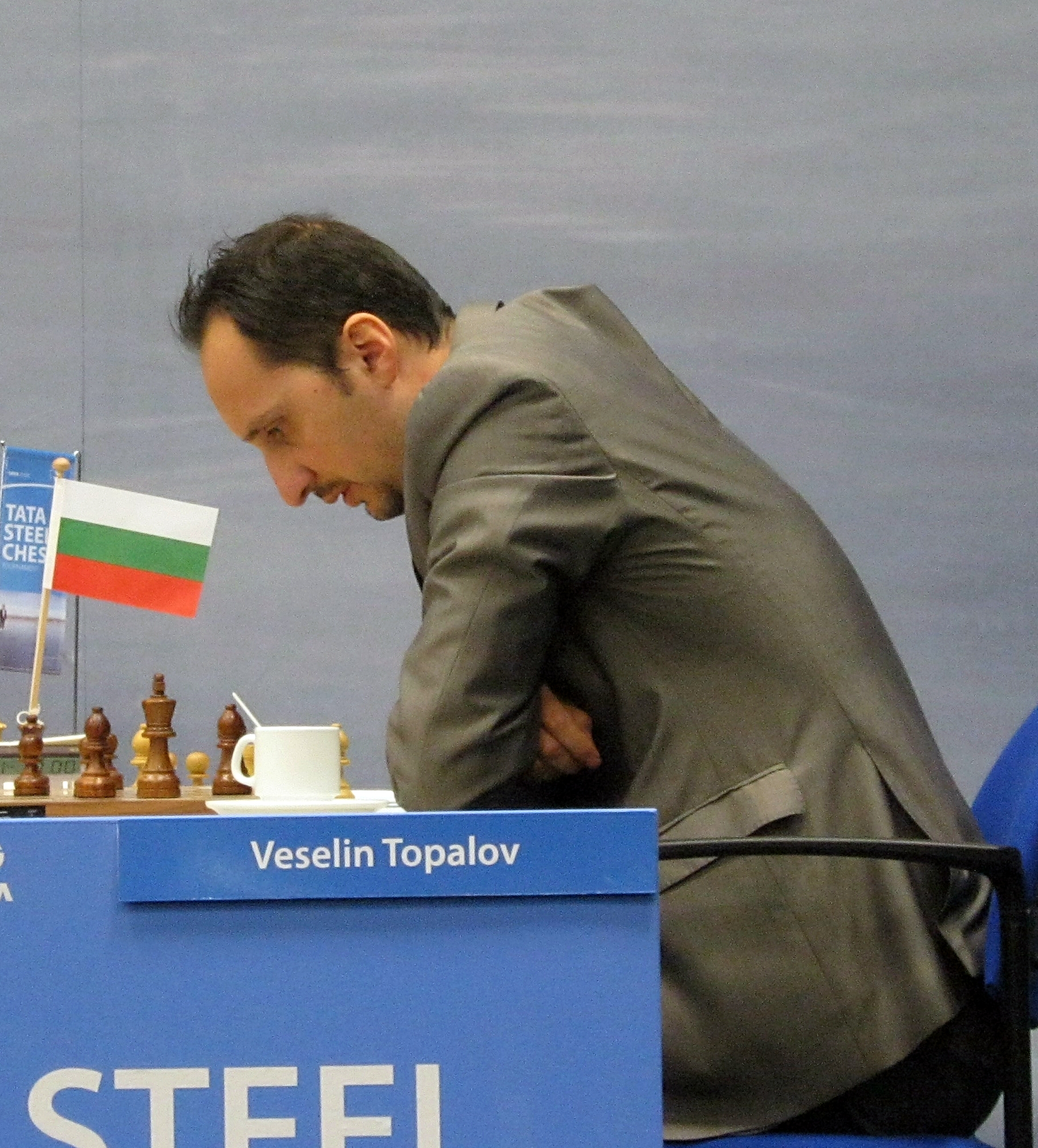
Topalov au tournoi de Wijk aan Zee 2012

- trois fois le tournoi de Madrid : en 1993, 1996 et 1997 ;
- le mémorial Rubinstein à Polanica-Zdroj en 1995 ;
- le tournoi de Dos Hermanas en 1996 (ex æquo avec Kramnik) et 2008 (tournoi à élimination directe, rapide) ;
- le mémorial Max Euwe à Amsterdam 1996 ;
- Vienne 1996 ;
- Novgorod 1996 ;
- Anvers 1997 ;
- Monaco (tournoi Amber) à l'aveugle en 1999, 2001  et 2008 ;
- le tournoi de Dortmund 2001 ;
- deux fois le tournoi de Linares : en 2005 (premier ex æquo avec Garry Kasparov, deuxième au départage) et 2010 ;
- trois fois le tournoi de Sofia : en 2005 (un point devant Viswanathan Anand), 2006 et 2007 ;
- le Championnat du monde 2005 à San Luis, Argentine : champion du monde (un point et demi devant Anand et Svidler) ;
- deux fois le tournoi de Wijk aan Zee : en 2006 (ex æquo avec Anand) et 2007 (ex æquo avec Aronian et Radjabov) ;
- la finale du grand chelem d'échecs 2008 à Bilbao ;
- le tournoi de Nankin (Pearl Spring) 2008 ;
- le Grand Prix FIDE de Londres 2012, ex æquo avec Guelfand et Mamedyarov ;
- le Grand Prix FIDE de Zoug 2013 ;
- le  tournoi Norway Chess de Stavanger-Sandnes en 2015.

### Résultats aux tournois à élimination directe
| Année | Lieu                           | Résultat                            | Ultime adversaire | Adversaires battus                                                                 |
| ----- | ------------------------------ | ----------------------------------- | ----------------- | ---------------------------------------------------------------------------------- |
| 1997  | Groningue                      | deuxième tour                       | Jeroen Piket      |                                                                                    |
| 1999  | Las Vegas                      | quatrième tour (huitième de finale) | Vladimir Kramnik  | Ruslan Ponomariov, Lev Psakhis                                                     |
| 2000  | New Delhi                      | quart de finale                     | Michael Adams     | Andreï Kharlov, Kiril Georgiev, Alekseï Dreïev                                     |
| 2001  | Moscou                         | quatrième tour (huitième de finale) | Alexeï Chirov     | Facundo Pierrot, Giovanni Vescovi Zhang Zhong                                      |
| 2004  | Tripoli (championnat du monde) | demi-finaliste                      | Rustam Qosimjonov | Tarik Abulhul, Aleksander Delchev, Sergei Movsessian, Zdenko Kožul, Andreï Kharlov |
| 2015  | Bakou (coupe du monde)         | quatrième tour (huitième de finale) | Peter Svidler     | Oladapo Adu, Siarheï Jyhalka, Lu Shanglei                                          |

## Style de jeu
Cet article utilise la notation algébrique pour décrire des coups du jeu d'échecs.
Selon le grand maître Vladimir Kramnik qui étudia son jeu en profondeur en vue du match de réunification des titres de champions du monde (Elista 2006), le cliché répandu dans l'élite échiquéenne selon lequel Veselin Topalov serait un « petit frère » de Garry Kasparov est assez vrai : « En effet, comme l’ogre de Bakou [Kasparov], le style du grand maître bulgare se caractérise par un jeu très agressif avec une recherche perpétuelle de coups dynamiques complexes, souvent au prix de sacrifices. Cette tendance peut le conduire à perdre des parties dans une position égale ».
Comme jadis Kasparov, Topalov est aujourd'hui reconnu (aidé de son secondant, le grand maître bulgare Ivan Chéparinov) comme un, sinon le meilleur « découvreur » de nouveautés théoriques dans les ouvertures (par exemple, lors de la partie Topalov-Anand au tournoi Mtel Masters Sofia 2005 ou Topalov-Kramnik au tournoi de Wijk aan Zee en 2008).
Cependant, Topalov est aussi un joueur qui commet de façon anormalement fréquente — à ce niveau des super grands maîtres — des bourdes. De son propre aveu, il résiste rarement à un coup esthétique (par exemple, son sacrifice de dame contre Kramnik à Wijk aan Zee en 2008, où son adversaire se vit offrir une occasion d'annuler la partie).
Le grand maître français Joël Lautier a écrit en 2005 à propos de Topalov (dans la revue Échecs & Mat, no 82) :

« Ses parties sont aussi complexes que celles de Chirov ou Morozevitch, mais elles produisent une impression plus harmonieuse, sa technique en finale est d’une remarquable limpidité et sa préparation dans les ouvertures est depuis toujours l’une des plus en pointe sur le circuit. Il faut ajouter à cela une combativité hors du commun qui lui fait jouer pour le gain avec les Noirs comme avec les Blancs, ainsi qu’une force de concentration colossale qui ne lui fait jamais quitter sa chaise tant que la partie n’est pas finie, le seul joueur que je connaisse à être capable d’une telle détermination.
En l’absence de Kasparov, Veselin Topalov est à mon sens le joueur qui possède le style de jeu le plus esthétique en ce moment. À tel point que certaines de ses défaites sont aussi spectaculaires que ses victoires, nombre de ses adversaires comptent ainsi leurs victoires contre Topalov comme leurs chefs-d'œuvre les plus réussis, telles les parties Topalov-Chirov de Linares 1998 (avec le fameux 47...Fh3 !!) ou encore Kasparov-Topalov, Wijk aan Zee 1999, peut-être la plus belle partie d’échecs de tous les temps. »

## Exemples de parties

### Topalov-Anand, 2005
|   | a | b | c | d | e | f | g | h |   |
| 8 | Tour noire sur case blanche a8 · Fou noir sur case blanche c8 · Dame noire sur case noire d8 · Tour noire sur case noire h8 · Pion noir sur case noire a7 · Roi noir sur case blanche f7 · Pion noir sur case noire g7 · Cavalier noir sur case blanche a6 · Pion noir sur case noire b6 · Fou noir sur case noire d6 · Cavalier noir sur case noire f6 · Pion noir sur case noire h6 · Pion noir sur case noire c5 · Pion blanc sur case blanche d5 · Cavalier blanc sur case noire h4 · Pion blanc sur case blanche b3 · Pion blanc sur case noire g3 · Pion blanc sur case blanche a2 · Dame blanche sur case blanche c2 · Fou blanc sur case noire d2 · Pion blanc sur case noire f2 · Pion blanc sur case noire h2 · Roi blanc sur case noire c1 · Tour blanche sur case noire e1 · Fou blanc sur case blanche f1 · Tour blanche sur case blanche h1 | Tour noire sur case blanche a8 · Fou noir sur case blanche c8 · Dame noire sur case noire d8 · Tour noire sur case noire h8 · Pion noir sur case noire a7 · Roi noir sur case blanche f7 · Pion noir sur case noire g7 · Cavalier noir sur case blanche a6 · Pion noir sur case noire b6 · Fou noir sur case noire d6 · Cavalier noir sur case noire f6 · Pion noir sur case noire h6 · Pion noir sur case noire c5 · Pion blanc sur case blanche d5 · Cavalier blanc sur case noire h4 · Pion blanc sur case blanche b3 · Pion blanc sur case noire g3 · Pion blanc sur case blanche a2 · Dame blanche sur case blanche c2 · Fou blanc sur case noire d2 · Pion blanc sur case noire f2 · Pion blanc sur case noire h2 · Roi blanc sur case noire c1 · Tour blanche sur case noire e1 · Fou blanc sur case blanche f1 · Tour blanche sur case blanche h1 | Tour noire sur case blanche a8 · Fou noir sur case blanche c8 · Dame noire sur case noire d8 · Tour noire sur case noire h8 · Pion noir sur case noire a7 · Roi noir sur case blanche f7 · Pion noir sur case noire g7 · Cavalier noir sur case blanche a6 · Pion noir sur case noire b6 · Fou noir sur case noire d6 · Cavalier noir sur case noire f6 · Pion noir sur case noire h6 · Pion noir sur case noire c5 · Pion blanc sur case blanche d5 · Cavalier blanc sur case noire h4 · Pion blanc sur case blanche b3 · Pion blanc sur case noire g3 · Pion blanc sur case blanche a2 · Dame blanche sur case blanche c2 · Fou blanc sur case noire d2 · Pion blanc sur case noire f2 · Pion blanc sur case noire h2 · Roi blanc sur case noire c1 · Tour blanche sur case noire e1 · Fou blanc sur case blanche f1 · Tour blanche sur case blanche h1 | Tour noire sur case blanche a8 · Fou noir sur case blanche c8 · Dame noire sur case noire d8 · Tour noire sur case noire h8 · Pion noir sur case noire a7 · Roi noir sur case blanche f7 · Pion noir sur case noire g7 · Cavalier noir sur case blanche a6 · Pion noir sur case noire b6 · Fou noir sur case noire d6 · Cavalier noir sur case noire f6 · Pion noir sur case noire h6 · Pion noir sur case noire c5 · Pion blanc sur case blanche d5 · Cavalier blanc sur case noire h4 · Pion blanc sur case blanche b3 · Pion blanc sur case noire g3 · Pion blanc sur case blanche a2 · Dame blanche sur case blanche c2 · Fou blanc sur case noire d2 · Pion blanc sur case noire f2 · Pion blanc sur case noire h2 · Roi blanc sur case noire c1 · Tour blanche sur case noire e1 · Fou blanc sur case blanche f1 · Tour blanche sur case blanche h1 | Tour noire sur case blanche a8 · Fou noir sur case blanche c8 · Dame noire sur case noire d8 · Tour noire sur case noire h8 · Pion noir sur case noire a7 · Roi noir sur case blanche f7 · Pion noir sur case noire g7 · Cavalier noir sur case blanche a6 · Pion noir sur case noire b6 · Fou noir sur case noire d6 · Cavalier noir sur case noire f6 · Pion noir sur case noire h6 · Pion noir sur case noire c5 · Pion blanc sur case blanche d5 · Cavalier blanc sur case noire h4 · Pion blanc sur case blanche b3 · Pion blanc sur case noire g3 · Pion blanc sur case blanche a2 · Dame blanche sur case blanche c2 · Fou blanc sur case noire d2 · Pion blanc sur case noire f2 · Pion blanc sur case noire h2 · Roi blanc sur case noire c1 · Tour blanche sur case noire e1 · Fou blanc sur case blanche f1 · Tour blanche sur case blanche h1 | Tour noire sur case blanche a8 · Fou noir sur case blanche c8 · Dame noire sur case noire d8 · Tour noire sur case noire h8 · Pion noir sur case noire a7 · Roi noir sur case blanche f7 · Pion noir sur case noire g7 · Cavalier noir sur case blanche a6 · Pion noir sur case noire b6 · Fou noir sur case noire d6 · Cavalier noir sur case noire f6 · Pion noir sur case noire h6 · Pion noir sur case noire c5 · Pion blanc sur case blanche d5 · Cavalier blanc sur case noire h4 · Pion blanc sur case blanche b3 · Pion blanc sur case noire g3 · Pion blanc sur case blanche a2 · Dame blanche sur case blanche c2 · Fou blanc sur case noire d2 · Pion blanc sur case noire f2 · Pion blanc sur case noire h2 · Roi blanc sur case noire c1 · Tour blanche sur case noire e1 · Fou blanc sur case blanche f1 · Tour blanche sur case blanche h1 | Tour noire sur case blanche a8 · Fou noir sur case blanche c8 · Dame noire sur case noire d8 · Tour noire sur case noire h8 · Pion noir sur case noire a7 · Roi noir sur case blanche f7 · Pion noir sur case noire g7 · Cavalier noir sur case blanche a6 · Pion noir sur case noire b6 · Fou noir sur case noire d6 · Cavalier noir sur case noire f6 · Pion noir sur case noire h6 · Pion noir sur case noire c5 · Pion blanc sur case blanche d5 · Cavalier blanc sur case noire h4 · Pion blanc sur case blanche b3 · Pion blanc sur case noire g3 · Pion blanc sur case blanche a2 · Dame blanche sur case blanche c2 · Fou blanc sur case noire d2 · Pion blanc sur case noire f2 · Pion blanc sur case noire h2 · Roi blanc sur case noire c1 · Tour blanche sur case noire e1 · Fou blanc sur case blanche f1 · Tour blanche sur case blanche h1 | Tour noire sur case blanche a8 · Fou noir sur case blanche c8 · Dame noire sur case noire d8 · Tour noire sur case noire h8 · Pion noir sur case noire a7 · Roi noir sur case blanche f7 · Pion noir sur case noire g7 · Cavalier noir sur case blanche a6 · Pion noir sur case noire b6 · Fou noir sur case noire d6 · Cavalier noir sur case noire f6 · Pion noir sur case noire h6 · Pion noir sur case noire c5 · Pion blanc sur case blanche d5 · Cavalier blanc sur case noire h4 · Pion blanc sur case blanche b3 · Pion blanc sur case noire g3 · Pion blanc sur case blanche a2 · Dame blanche sur case blanche c2 · Fou blanc sur case noire d2 · Pion blanc sur case noire f2 · Pion blanc sur case noire h2 · Roi blanc sur case noire c1 · Tour blanche sur case noire e1 · Fou blanc sur case blanche f1 · Tour blanche sur case blanche h1 | 8 |
| 7 | Tour noire sur case blanche a8 · Fou noir sur case blanche c8 · Dame noire sur case noire d8 · Tour noire sur case noire h8 · Pion noir sur case noire a7 · Roi noir sur case blanche f7 · Pion noir sur case noire g7 · Cavalier noir sur case blanche a6 · Pion noir sur case noire b6 · Fou noir sur case noire d6 · Cavalier noir sur case noire f6 · Pion noir sur case noire h6 · Pion noir sur case noire c5 · Pion blanc sur case blanche d5 · Cavalier blanc sur case noire h4 · Pion blanc sur case blanche b3 · Pion blanc sur case noire g3 · Pion blanc sur case blanche a2 · Dame blanche sur case blanche c2 · Fou blanc sur case noire d2 · Pion blanc sur case noire f2 · Pion blanc sur case noire h2 · Roi blanc sur case noire c1 · Tour blanche sur case noire e1 · Fou blanc sur case blanche f1 · Tour blanche sur case blanche h1 | Tour noire sur case blanche a8 · Fou noir sur case blanche c8 · Dame noire sur case noire d8 · Tour noire sur case noire h8 · Pion noir sur case noire a7 · Roi noir sur case blanche f7 · Pion noir sur case noire g7 · Cavalier noir sur case blanche a6 · Pion noir sur case noire b6 · Fou noir sur case noire d6 · Cavalier noir sur case noire f6 · Pion noir sur case noire h6 · Pion noir sur case noire c5 · Pion blanc sur case blanche d5 · Cavalier blanc sur case noire h4 · Pion blanc sur case blanche b3 · Pion blanc sur case noire g3 · Pion blanc sur case blanche a2 · Dame blanche sur case blanche c2 · Fou blanc sur case noire d2 · Pion blanc sur case noire f2 · Pion blanc sur case noire h2 · Roi blanc sur case noire c1 · Tour blanche sur case noire e1 · Fou blanc sur case blanche f1 · Tour blanche sur case blanche h1 | Tour noire sur case blanche a8 · Fou noir sur case blanche c8 · Dame noire sur case noire d8 · Tour noire sur case noire h8 · Pion noir sur case noire a7 · Roi noir sur case blanche f7 · Pion noir sur case noire g7 · Cavalier noir sur case blanche a6 · Pion noir sur case noire b6 · Fou noir sur case noire d6 · Cavalier noir sur case noire f6 · Pion noir sur case noire h6 · Pion noir sur case noire c5 · Pion blanc sur case blanche d5 · Cavalier blanc sur case noire h4 · Pion blanc sur case blanche b3 · Pion blanc sur case noire g3 · Pion blanc sur case blanche a2 · Dame blanche sur case blanche c2 · Fou blanc sur case noire d2 · Pion blanc sur case noire f2 · Pion blanc sur case noire h2 · Roi blanc sur case noire c1 · Tour blanche sur case noire e1 · Fou blanc sur case blanche f1 · Tour blanche sur case blanche h1 | Tour noire sur case blanche a8 · Fou noir sur case blanche c8 · Dame noire sur case noire d8 · Tour noire sur case noire h8 · Pion noir sur case noire a7 · Roi noir sur case blanche f7 · Pion noir sur case noire g7 · Cavalier noir sur case blanche a6 · Pion noir sur case noire b6 · Fou noir sur case noire d6 · Cavalier noir sur case noire f6 · Pion noir sur case noire h6 · Pion noir sur case noire c5 · Pion blanc sur case blanche d5 · Cavalier blanc sur case noire h4 · Pion blanc sur case blanche b3 · Pion blanc sur case noire g3 · Pion blanc sur case blanche a2 · Dame blanche sur case blanche c2 · Fou blanc sur case noire d2 · Pion blanc sur case noire f2 · Pion blanc sur case noire h2 · Roi blanc sur case noire c1 · Tour blanche sur case noire e1 · Fou blanc sur case blanche f1 · Tour blanche sur case blanche h1 | Tour noire sur case blanche a8 · Fou noir sur case blanche c8 · Dame noire sur case noire d8 · Tour noire sur case noire h8 · Pion noir sur case noire a7 · Roi noir sur case blanche f7 · Pion noir sur case noire g7 · Cavalier noir sur case blanche a6 · Pion noir sur case noire b6 · Fou noir sur case noire d6 · Cavalier noir sur case noire f6 · Pion noir sur case noire h6 · Pion noir sur case noire c5 · Pion blanc sur case blanche d5 · Cavalier blanc sur case noire h4 · Pion blanc sur case blanche b3 · Pion blanc sur case noire g3 · Pion blanc sur case blanche a2 · Dame blanche sur case blanche c2 · Fou blanc sur case noire d2 · Pion blanc sur case noire f2 · Pion blanc sur case noire h2 · Roi blanc sur case noire c1 · Tour blanche sur case noire e1 · Fou blanc sur case blanche f1 · Tour blanche sur case blanche h1 | Tour noire sur case blanche a8 · Fou noir sur case blanche c8 · Dame noire sur case noire d8 · Tour noire sur case noire h8 · Pion noir sur case noire a7 · Roi noir sur case blanche f7 · Pion noir sur case noire g7 · Cavalier noir sur case blanche a6 · Pion noir sur case noire b6 · Fou noir sur case noire d6 · Cavalier noir sur case noire f6 · Pion noir sur case noire h6 · Pion noir sur case noire c5 · Pion blanc sur case blanche d5 · Cavalier blanc sur case noire h4 · Pion blanc sur case blanche b3 · Pion blanc sur case noire g3 · Pion blanc sur case blanche a2 · Dame blanche sur case blanche c2 · Fou blanc sur case noire d2 · Pion blanc sur case noire f2 · Pion blanc sur case noire h2 · Roi blanc sur case noire c1 · Tour blanche sur case noire e1 · Fou blanc sur case blanche f1 · Tour blanche sur case blanche h1 | Tour noire sur case blanche a8 · Fou noir sur case blanche c8 · Dame noire sur case noire d8 · Tour noire sur case noire h8 · Pion noir sur case noire a7 · Roi noir sur case blanche f7 · Pion noir sur case noire g7 · Cavalier noir sur case blanche a6 · Pion noir sur case noire b6 · Fou noir sur case noire d6 · Cavalier noir sur case noire f6 · Pion noir sur case noire h6 · Pion noir sur case noire c5 · Pion blanc sur case blanche d5 · Cavalier blanc sur case noire h4 · Pion blanc sur case blanche b3 · Pion blanc sur case noire g3 · Pion blanc sur case blanche a2 · Dame blanche sur case blanche c2 · Fou blanc sur case noire d2 · Pion blanc sur case noire f2 · Pion blanc sur case noire h2 · Roi blanc sur case noire c1 · Tour blanche sur case noire e1 · Fou blanc sur case blanche f1 · Tour blanche sur case blanche h1 | Tour noire sur case blanche a8 · Fou noir sur case blanche c8 · Dame noire sur case noire d8 · Tour noire sur case noire h8 · Pion noir sur case noire a7 · Roi noir sur case blanche f7 · Pion noir sur case noire g7 · Cavalier noir sur case blanche a6 · Pion noir sur case noire b6 · Fou noir sur case noire d6 · Cavalier noir sur case noire f6 · Pion noir sur case noire h6 · Pion noir sur case noire c5 · Pion blanc sur case blanche d5 · Cavalier blanc sur case noire h4 · Pion blanc sur case blanche b3 · Pion blanc sur case noire g3 · Pion blanc sur case blanche a2 · Dame blanche sur case blanche c2 · Fou blanc sur case noire d2 · Pion blanc sur case noire f2 · Pion blanc sur case noire h2 · Roi blanc sur case noire c1 · Tour blanche sur case noire e1 · Fou blanc sur case blanche f1 · Tour blanche sur case blanche h1 | 7 |
| 6 | Tour noire sur case blanche a8 · Fou noir sur case blanche c8 · Dame noire sur case noire d8 · Tour noire sur case noire h8 · Pion noir sur case noire a7 · Roi noir sur case blanche f7 · Pion noir sur case noire g7 · Cavalier noir sur case blanche a6 · Pion noir sur case noire b6 · Fou noir sur case noire d6 · Cavalier noir sur case noire f6 · Pion noir sur case noire h6 · Pion noir sur case noire c5 · Pion blanc sur case blanche d5 · Cavalier blanc sur case noire h4 · Pion blanc sur case blanche b3 · Pion blanc sur case noire g3 · Pion blanc sur case blanche a2 · Dame blanche sur case blanche c2 · Fou blanc sur case noire d2 · Pion blanc sur case noire f2 · Pion blanc sur case noire h2 · Roi blanc sur case noire c1 · Tour blanche sur case noire e1 · Fou blanc sur case blanche f1 · Tour blanche sur case blanche h1 | Tour noire sur case blanche a8 · Fou noir sur case blanche c8 · Dame noire sur case noire d8 · Tour noire sur case noire h8 · Pion noir sur case noire a7 · Roi noir sur case blanche f7 · Pion noir sur case noire g7 · Cavalier noir sur case blanche a6 · Pion noir sur case noire b6 · Fou noir sur case noire d6 · Cavalier noir sur case noire f6 · Pion noir sur case noire h6 · Pion noir sur case noire c5 · Pion blanc sur case blanche d5 · Cavalier blanc sur case noire h4 · Pion blanc sur case blanche b3 · Pion blanc sur case noire g3 · Pion blanc sur case blanche a2 · Dame blanche sur case blanche c2 · Fou blanc sur case noire d2 · Pion blanc sur case noire f2 · Pion blanc sur case noire h2 · Roi blanc sur case noire c1 · Tour blanche sur case noire e1 · Fou blanc sur case blanche f1 · Tour blanche sur case blanche h1 | Tour noire sur case blanche a8 · Fou noir sur case blanche c8 · Dame noire sur case noire d8 · Tour noire sur case noire h8 · Pion noir sur case noire a7 · Roi noir sur case blanche f7 · Pion noir sur case noire g7 · Cavalier noir sur case blanche a6 · Pion noir sur case noire b6 · Fou noir sur case noire d6 · Cavalier noir sur case noire f6 · Pion noir sur case noire h6 · Pion noir sur case noire c5 · Pion blanc sur case blanche d5 · Cavalier blanc sur case noire h4 · Pion blanc sur case blanche b3 · Pion blanc sur case noire g3 · Pion blanc sur case blanche a2 · Dame blanche sur case blanche c2 · Fou blanc sur case noire d2 · Pion blanc sur case noire f2 · Pion blanc sur case noire h2 · Roi blanc sur case noire c1 · Tour blanche sur case noire e1 · Fou blanc sur case blanche f1 · Tour blanche sur case blanche h1 | Tour noire sur case blanche a8 · Fou noir sur case blanche c8 · Dame noire sur case noire d8 · Tour noire sur case noire h8 · Pion noir sur case noire a7 · Roi noir sur case blanche f7 · Pion noir sur case noire g7 · Cavalier noir sur case blanche a6 · Pion noir sur case noire b6 · Fou noir sur case noire d6 · Cavalier noir sur case noire f6 · Pion noir sur case noire h6 · Pion noir sur case noire c5 · Pion blanc sur case blanche d5 · Cavalier blanc sur case noire h4 · Pion blanc sur case blanche b3 · Pion blanc sur case noire g3 · Pion blanc sur case blanche a2 · Dame blanche sur case blanche c2 · Fou blanc sur case noire d2 · Pion blanc sur case noire f2 · Pion blanc sur case noire h2 · Roi blanc sur case noire c1 · Tour blanche sur case noire e1 · Fou blanc sur case blanche f1 · Tour blanche sur case blanche h1 | Tour noire sur case blanche a8 · Fou noir sur case blanche c8 · Dame noire sur case noire d8 · Tour noire sur case noire h8 · Pion noir sur case noire a7 · Roi noir sur case blanche f7 · Pion noir sur case noire g7 · Cavalier noir sur case blanche a6 · Pion noir sur case noire b6 · Fou noir sur case noire d6 · Cavalier noir sur case noire f6 · Pion noir sur case noire h6 · Pion noir sur case noire c5 · Pion blanc sur case blanche d5 · Cavalier blanc sur case noire h4 · Pion blanc sur case blanche b3 · Pion blanc sur case noire g3 · Pion blanc sur case blanche a2 · Dame blanche sur case blanche c2 · Fou blanc sur case noire d2 · Pion blanc sur case noire f2 · Pion blanc sur case noire h2 · Roi blanc sur case noire c1 · Tour blanche sur case noire e1 · Fou blanc sur case blanche f1 · Tour blanche sur case blanche h1 | Tour noire sur case blanche a8 · Fou noir sur case blanche c8 · Dame noire sur case noire d8 · Tour noire sur case noire h8 · Pion noir sur case noire a7 · Roi noir sur case blanche f7 · Pion noir sur case noire g7 · Cavalier noir sur case blanche a6 · Pion noir sur case noire b6 · Fou noir sur case noire d6 · Cavalier noir sur case noire f6 · Pion noir sur case noire h6 · Pion noir sur case noire c5 · Pion blanc sur case blanche d5 · Cavalier blanc sur case noire h4 · Pion blanc sur case blanche b3 · Pion blanc sur case noire g3 · Pion blanc sur case blanche a2 · Dame blanche sur case blanche c2 · Fou blanc sur case noire d2 · Pion blanc sur case noire f2 · Pion blanc sur case noire h2 · Roi blanc sur case noire c1 · Tour blanche sur case noire e1 · Fou blanc sur case blanche f1 · Tour blanche sur case blanche h1 | Tour noire sur case blanche a8 · Fou noir sur case blanche c8 · Dame noire sur case noire d8 · Tour noire sur case noire h8 · Pion noir sur case noire a7 · Roi noir sur case blanche f7 · Pion noir sur case noire g7 · Cavalier noir sur case blanche a6 · Pion noir sur case noire b6 · Fou noir sur case noire d6 · Cavalier noir sur case noire f6 · Pion noir sur case noire h6 · Pion noir sur case noire c5 · Pion blanc sur case blanche d5 · Cavalier blanc sur case noire h4 · Pion blanc sur case blanche b3 · Pion blanc sur case noire g3 · Pion blanc sur case blanche a2 · Dame blanche sur case blanche c2 · Fou blanc sur case noire d2 · Pion blanc sur case noire f2 · Pion blanc sur case noire h2 · Roi blanc sur case noire c1 · Tour blanche sur case noire e1 · Fou blanc sur case blanche f1 · Tour blanche sur case blanche h1 | Tour noire sur case blanche a8 · Fou noir sur case blanche c8 · Dame noire sur case noire d8 · Tour noire sur case noire h8 · Pion noir sur case noire a7 · Roi noir sur case blanche f7 · Pion noir sur case noire g7 · Cavalier noir sur case blanche a6 · Pion noir sur case noire b6 · Fou noir sur case noire d6 · Cavalier noir sur case noire f6 · Pion noir sur case noire h6 · Pion noir sur case noire c5 · Pion blanc sur case blanche d5 · Cavalier blanc sur case noire h4 · Pion blanc sur case blanche b3 · Pion blanc sur case noire g3 · Pion blanc sur case blanche a2 · Dame blanche sur case blanche c2 · Fou blanc sur case noire d2 · Pion blanc sur case noire f2 · Pion blanc sur case noire h2 · Roi blanc sur case noire c1 · Tour blanche sur case noire e1 · Fou blanc sur case blanche f1 · Tour blanche sur case blanche h1 | 6 |
| 5 | Tour noire sur case blanche a8 · Fou noir sur case blanche c8 · Dame noire sur case noire d8 · Tour noire sur case noire h8 · Pion noir sur case noire a7 · Roi noir sur case blanche f7 · Pion noir sur case noire g7 · Cavalier noir sur case blanche a6 · Pion noir sur case noire b6 · Fou noir sur case noire d6 · Cavalier noir sur case noire f6 · Pion noir sur case noire h6 · Pion noir sur case noire c5 · Pion blanc sur case blanche d5 · Cavalier blanc sur case noire h4 · Pion blanc sur case blanche b3 · Pion blanc sur case noire g3 · Pion blanc sur case blanche a2 · Dame blanche sur case blanche c2 · Fou blanc sur case noire d2 · Pion blanc sur case noire f2 · Pion blanc sur case noire h2 · Roi blanc sur case noire c1 · Tour blanche sur case noire e1 · Fou blanc sur case blanche f1 · Tour blanche sur case blanche h1 | Tour noire sur case blanche a8 · Fou noir sur case blanche c8 · Dame noire sur case noire d8 · Tour noire sur case noire h8 · Pion noir sur case noire a7 · Roi noir sur case blanche f7 · Pion noir sur case noire g7 · Cavalier noir sur case blanche a6 · Pion noir sur case noire b6 · Fou noir sur case noire d6 · Cavalier noir sur case noire f6 · Pion noir sur case noire h6 · Pion noir sur case noire c5 · Pion blanc sur case blanche d5 · Cavalier blanc sur case noire h4 · Pion blanc sur case blanche b3 · Pion blanc sur case noire g3 · Pion blanc sur case blanche a2 · Dame blanche sur case blanche c2 · Fou blanc sur case noire d2 · Pion blanc sur case noire f2 · Pion blanc sur case noire h2 · Roi blanc sur case noire c1 · Tour blanche sur case noire e1 · Fou blanc sur case blanche f1 · Tour blanche sur case blanche h1 | Tour noire sur case blanche a8 · Fou noir sur case blanche c8 · Dame noire sur case noire d8 · Tour noire sur case noire h8 · Pion noir sur case noire a7 · Roi noir sur case blanche f7 · Pion noir sur case noire g7 · Cavalier noir sur case blanche a6 · Pion noir sur case noire b6 · Fou noir sur case noire d6 · Cavalier noir sur case noire f6 · Pion noir sur case noire h6 · Pion noir sur case noire c5 · Pion blanc sur case blanche d5 · Cavalier blanc sur case noire h4 · Pion blanc sur case blanche b3 · Pion blanc sur case noire g3 · Pion blanc sur case blanche a2 · Dame blanche sur case blanche c2 · Fou blanc sur case noire d2 · Pion blanc sur case noire f2 · Pion blanc sur case noire h2 · Roi blanc sur case noire c1 · Tour blanche sur case noire e1 · Fou blanc sur case blanche f1 · Tour blanche sur case blanche h1 | Tour noire sur case blanche a8 · Fou noir sur case blanche c8 · Dame noire sur case noire d8 · Tour noire sur case noire h8 · Pion noir sur case noire a7 · Roi noir sur case blanche f7 · Pion noir sur case noire g7 · Cavalier noir sur case blanche a6 · Pion noir sur case noire b6 · Fou noir sur case noire d6 · Cavalier noir sur case noire f6 · Pion noir sur case noire h6 · Pion noir sur case noire c5 · Pion blanc sur case blanche d5 · Cavalier blanc sur case noire h4 · Pion blanc sur case blanche b3 · Pion blanc sur case noire g3 · Pion blanc sur case blanche a2 · Dame blanche sur case blanche c2 · Fou blanc sur case noire d2 · Pion blanc sur case noire f2 · Pion blanc sur case noire h2 · Roi blanc sur case noire c1 · Tour blanche sur case noire e1 · Fou blanc sur case blanche f1 · Tour blanche sur case blanche h1 | Tour noire sur case blanche a8 · Fou noir sur case blanche c8 · Dame noire sur case noire d8 · Tour noire sur case noire h8 · Pion noir sur case noire a7 · Roi noir sur case blanche f7 · Pion noir sur case noire g7 · Cavalier noir sur case blanche a6 · Pion noir sur case noire b6 · Fou noir sur case noire d6 · Cavalier noir sur case noire f6 · Pion noir sur case noire h6 · Pion noir sur case noire c5 · Pion blanc sur case blanche d5 · Cavalier blanc sur case noire h4 · Pion blanc sur case blanche b3 · Pion blanc sur case noire g3 · Pion blanc sur case blanche a2 · Dame blanche sur case blanche c2 · Fou blanc sur case noire d2 · Pion blanc sur case noire f2 · Pion blanc sur case noire h2 · Roi blanc sur case noire c1 · Tour blanche sur case noire e1 · Fou blanc sur case blanche f1 · Tour blanche sur case blanche h1 | Tour noire sur case blanche a8 · Fou noir sur case blanche c8 · Dame noire sur case noire d8 · Tour noire sur case noire h8 · Pion noir sur case noire a7 · Roi noir sur case blanche f7 · Pion noir sur case noire g7 · Cavalier noir sur case blanche a6 · Pion noir sur case noire b6 · Fou noir sur case noire d6 · Cavalier noir sur case noire f6 · Pion noir sur case noire h6 · Pion noir sur case noire c5 · Pion blanc sur case blanche d5 · Cavalier blanc sur case noire h4 · Pion blanc sur case blanche b3 · Pion blanc sur case noire g3 · Pion blanc sur case blanche a2 · Dame blanche sur case blanche c2 · Fou blanc sur case noire d2 · Pion blanc sur case noire f2 · Pion blanc sur case noire h2 · Roi blanc sur case noire c1 · Tour blanche sur case noire e1 · Fou blanc sur case blanche f1 · Tour blanche sur case blanche h1 | Tour noire sur case blanche a8 · Fou noir sur case blanche c8 · Dame noire sur case noire d8 · Tour noire sur case noire h8 · Pion noir sur case noire a7 · Roi noir sur case blanche f7 · Pion noir sur case noire g7 · Cavalier noir sur case blanche a6 · Pion noir sur case noire b6 · Fou noir sur case noire d6 · Cavalier noir sur case noire f6 · Pion noir sur case noire h6 · Pion noir sur case noire c5 · Pion blanc sur case blanche d5 · Cavalier blanc sur case noire h4 · Pion blanc sur case blanche b3 · Pion blanc sur case noire g3 · Pion blanc sur case blanche a2 · Dame blanche sur case blanche c2 · Fou blanc sur case noire d2 · Pion blanc sur case noire f2 · Pion blanc sur case noire h2 · Roi blanc sur case noire c1 · Tour blanche sur case noire e1 · Fou blanc sur case blanche f1 · Tour blanche sur case blanche h1 | Tour noire sur case blanche a8 · Fou noir sur case blanche c8 · Dame noire sur case noire d8 · Tour noire sur case noire h8 · Pion noir sur case noire a7 · Roi noir sur case blanche f7 · Pion noir sur case noire g7 · Cavalier noir sur case blanche a6 · Pion noir sur case noire b6 · Fou noir sur case noire d6 · Cavalier noir sur case noire f6 · Pion noir sur case noire h6 · Pion noir sur case noire c5 · Pion blanc sur case blanche d5 · Cavalier blanc sur case noire h4 · Pion blanc sur case blanche b3 · Pion blanc sur case noire g3 · Pion blanc sur case blanche a2 · Dame blanche sur case blanche c2 · Fou blanc sur case noire d2 · Pion blanc sur case noire f2 · Pion blanc sur case noire h2 · Roi blanc sur case noire c1 · Tour blanche sur case noire e1 · Fou blanc sur case blanche f1 · Tour blanche sur case blanche h1 | 5 |
| 4 | Tour noire sur case blanche a8 · Fou noir sur case blanche c8 · Dame noire sur case noire d8 · Tour noire sur case noire h8 · Pion noir sur case noire a7 · Roi noir sur case blanche f7 · Pion noir sur case noire g7 · Cavalier noir sur case blanche a6 · Pion noir sur case noire b6 · Fou noir sur case noire d6 · Cavalier noir sur case noire f6 · Pion noir sur case noire h6 · Pion noir sur case noire c5 · Pion blanc sur case blanche d5 · Cavalier blanc sur case noire h4 · Pion blanc sur case blanche b3 · Pion blanc sur case noire g3 · Pion blanc sur case blanche a2 · Dame blanche sur case blanche c2 · Fou blanc sur case noire d2 · Pion blanc sur case noire f2 · Pion blanc sur case noire h2 · Roi blanc sur case noire c1 · Tour blanche sur case noire e1 · Fou blanc sur case blanche f1 · Tour blanche sur case blanche h1 | Tour noire sur case blanche a8 · Fou noir sur case blanche c8 · Dame noire sur case noire d8 · Tour noire sur case noire h8 · Pion noir sur case noire a7 · Roi noir sur case blanche f7 · Pion noir sur case noire g7 · Cavalier noir sur case blanche a6 · Pion noir sur case noire b6 · Fou noir sur case noire d6 · Cavalier noir sur case noire f6 · Pion noir sur case noire h6 · Pion noir sur case noire c5 · Pion blanc sur case blanche d5 · Cavalier blanc sur case noire h4 · Pion blanc sur case blanche b3 · Pion blanc sur case noire g3 · Pion blanc sur case blanche a2 · Dame blanche sur case blanche c2 · Fou blanc sur case noire d2 · Pion blanc sur case noire f2 · Pion blanc sur case noire h2 · Roi blanc sur case noire c1 · Tour blanche sur case noire e1 · Fou blanc sur case blanche f1 · Tour blanche sur case blanche h1 | Tour noire sur case blanche a8 · Fou noir sur case blanche c8 · Dame noire sur case noire d8 · Tour noire sur case noire h8 · Pion noir sur case noire a7 · Roi noir sur case blanche f7 · Pion noir sur case noire g7 · Cavalier noir sur case blanche a6 · Pion noir sur case noire b6 · Fou noir sur case noire d6 · Cavalier noir sur case noire f6 · Pion noir sur case noire h6 · Pion noir sur case noire c5 · Pion blanc sur case blanche d5 · Cavalier blanc sur case noire h4 · Pion blanc sur case blanche b3 · Pion blanc sur case noire g3 · Pion blanc sur case blanche a2 · Dame blanche sur case blanche c2 · Fou blanc sur case noire d2 · Pion blanc sur case noire f2 · Pion blanc sur case noire h2 · Roi blanc sur case noire c1 · Tour blanche sur case noire e1 · Fou blanc sur case blanche f1 · Tour blanche sur case blanche h1 | Tour noire sur case blanche a8 · Fou noir sur case blanche c8 · Dame noire sur case noire d8 · Tour noire sur case noire h8 · Pion noir sur case noire a7 · Roi noir sur case blanche f7 · Pion noir sur case noire g7 · Cavalier noir sur case blanche a6 · Pion noir sur case noire b6 · Fou noir sur case noire d6 · Cavalier noir sur case noire f6 · Pion noir sur case noire h6 · Pion noir sur case noire c5 · Pion blanc sur case blanche d5 · Cavalier blanc sur case noire h4 · Pion blanc sur case blanche b3 · Pion blanc sur case noire g3 · Pion blanc sur case blanche a2 · Dame blanche sur case blanche c2 · Fou blanc sur case noire d2 · Pion blanc sur case noire f2 · Pion blanc sur case noire h2 · Roi blanc sur case noire c1 · Tour blanche sur case noire e1 · Fou blanc sur case blanche f1 · Tour blanche sur case blanche h1 | Tour noire sur case blanche a8 · Fou noir sur case blanche c8 · Dame noire sur case noire d8 · Tour noire sur case noire h8 · Pion noir sur case noire a7 · Roi noir sur case blanche f7 · Pion noir sur case noire g7 · Cavalier noir sur case blanche a6 · Pion noir sur case noire b6 · Fou noir sur case noire d6 · Cavalier noir sur case noire f6 · Pion noir sur case noire h6 · Pion noir sur case noire c5 · Pion blanc sur case blanche d5 · Cavalier blanc sur case noire h4 · Pion blanc sur case blanche b3 · Pion blanc sur case noire g3 · Pion blanc sur case blanche a2 · Dame blanche sur case blanche c2 · Fou blanc sur case noire d2 · Pion blanc sur case noire f2 · Pion blanc sur case noire h2 · Roi blanc sur case noire c1 · Tour blanche sur case noire e1 · Fou blanc sur case blanche f1 · Tour blanche sur case blanche h1 | Tour noire sur case blanche a8 · Fou noir sur case blanche c8 · Dame noire sur case noire d8 · Tour noire sur case noire h8 · Pion noir sur case noire a7 · Roi noir sur case blanche f7 · Pion noir sur case noire g7 · Cavalier noir sur case blanche a6 · Pion noir sur case noire b6 · Fou noir sur case noire d6 · Cavalier noir sur case noire f6 · Pion noir sur case noire h6 · Pion noir sur case noire c5 · Pion blanc sur case blanche d5 · Cavalier blanc sur case noire h4 · Pion blanc sur case blanche b3 · Pion blanc sur case noire g3 · Pion blanc sur case blanche a2 · Dame blanche sur case blanche c2 · Fou blanc sur case noire d2 · Pion blanc sur case noire f2 · Pion blanc sur case noire h2 · Roi blanc sur case noire c1 · Tour blanche sur case noire e1 · Fou blanc sur case blanche f1 · Tour blanche sur case blanche h1 | Tour noire sur case blanche a8 · Fou noir sur case blanche c8 · Dame noire sur case noire d8 · Tour noire sur case noire h8 · Pion noir sur case noire a7 · Roi noir sur case blanche f7 · Pion noir sur case noire g7 · Cavalier noir sur case blanche a6 · Pion noir sur case noire b6 · Fou noir sur case noire d6 · Cavalier noir sur case noire f6 · Pion noir sur case noire h6 · Pion noir sur case noire c5 · Pion blanc sur case blanche d5 · Cavalier blanc sur case noire h4 · Pion blanc sur case blanche b3 · Pion blanc sur case noire g3 · Pion blanc sur case blanche a2 · Dame blanche sur case blanche c2 · Fou blanc sur case noire d2 · Pion blanc sur case noire f2 · Pion blanc sur case noire h2 · Roi blanc sur case noire c1 · Tour blanche sur case noire e1 · Fou blanc sur case blanche f1 · Tour blanche sur case blanche h1 | Tour noire sur case blanche a8 · Fou noir sur case blanche c8 · Dame noire sur case noire d8 · Tour noire sur case noire h8 · Pion noir sur case noire a7 · Roi noir sur case blanche f7 · Pion noir sur case noire g7 · Cavalier noir sur case blanche a6 · Pion noir sur case noire b6 · Fou noir sur case noire d6 · Cavalier noir sur case noire f6 · Pion noir sur case noire h6 · Pion noir sur case noire c5 · Pion blanc sur case blanche d5 · Cavalier blanc sur case noire h4 · Pion blanc sur case blanche b3 · Pion blanc sur case noire g3 · Pion blanc sur case blanche a2 · Dame blanche sur case blanche c2 · Fou blanc sur case noire d2 · Pion blanc sur case noire f2 · Pion blanc sur case noire h2 · Roi blanc sur case noire c1 · Tour blanche sur case noire e1 · Fou blanc sur case blanche f1 · Tour blanche sur case blanche h1 | 4 |
| 3 | Tour noire sur case blanche a8 · Fou noir sur case blanche c8 · Dame noire sur case noire d8 · Tour noire sur case noire h8 · Pion noir sur case noire a7 · Roi noir sur case blanche f7 · Pion noir sur case noire g7 · Cavalier noir sur case blanche a6 · Pion noir sur case noire b6 · Fou noir sur case noire d6 · Cavalier noir sur case noire f6 · Pion noir sur case noire h6 · Pion noir sur case noire c5 · Pion blanc sur case blanche d5 · Cavalier blanc sur case noire h4 · Pion blanc sur case blanche b3 · Pion blanc sur case noire g3 · Pion blanc sur case blanche a2 · Dame blanche sur case blanche c2 · Fou blanc sur case noire d2 · Pion blanc sur case noire f2 · Pion blanc sur case noire h2 · Roi blanc sur case noire c1 · Tour blanche sur case noire e1 · Fou blanc sur case blanche f1 · Tour blanche sur case blanche h1 | Tour noire sur case blanche a8 · Fou noir sur case blanche c8 · Dame noire sur case noire d8 · Tour noire sur case noire h8 · Pion noir sur case noire a7 · Roi noir sur case blanche f7 · Pion noir sur case noire g7 · Cavalier noir sur case blanche a6 · Pion noir sur case noire b6 · Fou noir sur case noire d6 · Cavalier noir sur case noire f6 · Pion noir sur case noire h6 · Pion noir sur case noire c5 · Pion blanc sur case blanche d5 · Cavalier blanc sur case noire h4 · Pion blanc sur case blanche b3 · Pion blanc sur case noire g3 · Pion blanc sur case blanche a2 · Dame blanche sur case blanche c2 · Fou blanc sur case noire d2 · Pion blanc sur case noire f2 · Pion blanc sur case noire h2 · Roi blanc sur case noire c1 · Tour blanche sur case noire e1 · Fou blanc sur case blanche f1 · Tour blanche sur case blanche h1 | Tour noire sur case blanche a8 · Fou noir sur case blanche c8 · Dame noire sur case noire d8 · Tour noire sur case noire h8 · Pion noir sur case noire a7 · Roi noir sur case blanche f7 · Pion noir sur case noire g7 · Cavalier noir sur case blanche a6 · Pion noir sur case noire b6 · Fou noir sur case noire d6 · Cavalier noir sur case noire f6 · Pion noir sur case noire h6 · Pion noir sur case noire c5 · Pion blanc sur case blanche d5 · Cavalier blanc sur case noire h4 · Pion blanc sur case blanche b3 · Pion blanc sur case noire g3 · Pion blanc sur case blanche a2 · Dame blanche sur case blanche c2 · Fou blanc sur case noire d2 · Pion blanc sur case noire f2 · Pion blanc sur case noire h2 · Roi blanc sur case noire c1 · Tour blanche sur case noire e1 · Fou blanc sur case blanche f1 · Tour blanche sur case blanche h1 | Tour noire sur case blanche a8 · Fou noir sur case blanche c8 · Dame noire sur case noire d8 · Tour noire sur case noire h8 · Pion noir sur case noire a7 · Roi noir sur case blanche f7 · Pion noir sur case noire g7 · Cavalier noir sur case blanche a6 · Pion noir sur case noire b6 · Fou noir sur case noire d6 · Cavalier noir sur case noire f6 · Pion noir sur case noire h6 · Pion noir sur case noire c5 · Pion blanc sur case blanche d5 · Cavalier blanc sur case noire h4 · Pion blanc sur case blanche b3 · Pion blanc sur case noire g3 · Pion blanc sur case blanche a2 · Dame blanche sur case blanche c2 · Fou blanc sur case noire d2 · Pion blanc sur case noire f2 · Pion blanc sur case noire h2 · Roi blanc sur case noire c1 · Tour blanche sur case noire e1 · Fou blanc sur case blanche f1 · Tour blanche sur case blanche h1 | Tour noire sur case blanche a8 · Fou noir sur case blanche c8 · Dame noire sur case noire d8 · Tour noire sur case noire h8 · Pion noir sur case noire a7 · Roi noir sur case blanche f7 · Pion noir sur case noire g7 · Cavalier noir sur case blanche a6 · Pion noir sur case noire b6 · Fou noir sur case noire d6 · Cavalier noir sur case noire f6 · Pion noir sur case noire h6 · Pion noir sur case noire c5 · Pion blanc sur case blanche d5 · Cavalier blanc sur case noire h4 · Pion blanc sur case blanche b3 · Pion blanc sur case noire g3 · Pion blanc sur case blanche a2 · Dame blanche sur case blanche c2 · Fou blanc sur case noire d2 · Pion blanc sur case noire f2 · Pion blanc sur case noire h2 · Roi blanc sur case noire c1 · Tour blanche sur case noire e1 · Fou blanc sur case blanche f1 · Tour blanche sur case blanche h1 | Tour noire sur case blanche a8 · Fou noir sur case blanche c8 · Dame noire sur case noire d8 · Tour noire sur case noire h8 · Pion noir sur case noire a7 · Roi noir sur case blanche f7 · Pion noir sur case noire g7 · Cavalier noir sur case blanche a6 · Pion noir sur case noire b6 · Fou noir sur case noire d6 · Cavalier noir sur case noire f6 · Pion noir sur case noire h6 · Pion noir sur case noire c5 · Pion blanc sur case blanche d5 · Cavalier blanc sur case noire h4 · Pion blanc sur case blanche b3 · Pion blanc sur case noire g3 · Pion blanc sur case blanche a2 · Dame blanche sur case blanche c2 · Fou blanc sur case noire d2 · Pion blanc sur case noire f2 · Pion blanc sur case noire h2 · Roi blanc sur case noire c1 · Tour blanche sur case noire e1 · Fou blanc sur case blanche f1 · Tour blanche sur case blanche h1 | Tour noire sur case blanche a8 · Fou noir sur case blanche c8 · Dame noire sur case noire d8 · Tour noire sur case noire h8 · Pion noir sur case noire a7 · Roi noir sur case blanche f7 · Pion noir sur case noire g7 · Cavalier noir sur case blanche a6 · Pion noir sur case noire b6 · Fou noir sur case noire d6 · Cavalier noir sur case noire f6 · Pion noir sur case noire h6 · Pion noir sur case noire c5 · Pion blanc sur case blanche d5 · Cavalier blanc sur case noire h4 · Pion blanc sur case blanche b3 · Pion blanc sur case noire g3 · Pion blanc sur case blanche a2 · Dame blanche sur case blanche c2 · Fou blanc sur case noire d2 · Pion blanc sur case noire f2 · Pion blanc sur case noire h2 · Roi blanc sur case noire c1 · Tour blanche sur case noire e1 · Fou blanc sur case blanche f1 · Tour blanche sur case blanche h1 | Tour noire sur case blanche a8 · Fou noir sur case blanche c8 · Dame noire sur case noire d8 · Tour noire sur case noire h8 · Pion noir sur case noire a7 · Roi noir sur case blanche f7 · Pion noir sur case noire g7 · Cavalier noir sur case blanche a6 · Pion noir sur case noire b6 · Fou noir sur case noire d6 · Cavalier noir sur case noire f6 · Pion noir sur case noire h6 · Pion noir sur case noire c5 · Pion blanc sur case blanche d5 · Cavalier blanc sur case noire h4 · Pion blanc sur case blanche b3 · Pion blanc sur case noire g3 · Pion blanc sur case blanche a2 · Dame blanche sur case blanche c2 · Fou blanc sur case noire d2 · Pion blanc sur case noire f2 · Pion blanc sur case noire h2 · Roi blanc sur case noire c1 · Tour blanche sur case noire e1 · Fou blanc sur case blanche f1 · Tour blanche sur case blanche h1 | 3 |
| 2 | Tour noire sur case blanche a8 · Fou noir sur case blanche c8 · Dame noire sur case noire d8 · Tour noire sur case noire h8 · Pion noir sur case noire a7 · Roi noir sur case blanche f7 · Pion noir sur case noire g7 · Cavalier noir sur case blanche a6 · Pion noir sur case noire b6 · Fou noir sur case noire d6 · Cavalier noir sur case noire f6 · Pion noir sur case noire h6 · Pion noir sur case noire c5 · Pion blanc sur case blanche d5 · Cavalier blanc sur case noire h4 · Pion blanc sur case blanche b3 · Pion blanc sur case noire g3 · Pion blanc sur case blanche a2 · Dame blanche sur case blanche c2 · Fou blanc sur case noire d2 · Pion blanc sur case noire f2 · Pion blanc sur case noire h2 · Roi blanc sur case noire c1 · Tour blanche sur case noire e1 · Fou blanc sur case blanche f1 · Tour blanche sur case blanche h1 | Tour noire sur case blanche a8 · Fou noir sur case blanche c8 · Dame noire sur case noire d8 · Tour noire sur case noire h8 · Pion noir sur case noire a7 · Roi noir sur case blanche f7 · Pion noir sur case noire g7 · Cavalier noir sur case blanche a6 · Pion noir sur case noire b6 · Fou noir sur case noire d6 · Cavalier noir sur case noire f6 · Pion noir sur case noire h6 · Pion noir sur case noire c5 · Pion blanc sur case blanche d5 · Cavalier blanc sur case noire h4 · Pion blanc sur case blanche b3 · Pion blanc sur case noire g3 · Pion blanc sur case blanche a2 · Dame blanche sur case blanche c2 · Fou blanc sur case noire d2 · Pion blanc sur case noire f2 · Pion blanc sur case noire h2 · Roi blanc sur case noire c1 · Tour blanche sur case noire e1 · Fou blanc sur case blanche f1 · Tour blanche sur case blanche h1 | Tour noire sur case blanche a8 · Fou noir sur case blanche c8 · Dame noire sur case noire d8 · Tour noire sur case noire h8 · Pion noir sur case noire a7 · Roi noir sur case blanche f7 · Pion noir sur case noire g7 · Cavalier noir sur case blanche a6 · Pion noir sur case noire b6 · Fou noir sur case noire d6 · Cavalier noir sur case noire f6 · Pion noir sur case noire h6 · Pion noir sur case noire c5 · Pion blanc sur case blanche d5 · Cavalier blanc sur case noire h4 · Pion blanc sur case blanche b3 · Pion blanc sur case noire g3 · Pion blanc sur case blanche a2 · Dame blanche sur case blanche c2 · Fou blanc sur case noire d2 · Pion blanc sur case noire f2 · Pion blanc sur case noire h2 · Roi blanc sur case noire c1 · Tour blanche sur case noire e1 · Fou blanc sur case blanche f1 · Tour blanche sur case blanche h1 | Tour noire sur case blanche a8 · Fou noir sur case blanche c8 · Dame noire sur case noire d8 · Tour noire sur case noire h8 · Pion noir sur case noire a7 · Roi noir sur case blanche f7 · Pion noir sur case noire g7 · Cavalier noir sur case blanche a6 · Pion noir sur case noire b6 · Fou noir sur case noire d6 · Cavalier noir sur case noire f6 · Pion noir sur case noire h6 · Pion noir sur case noire c5 · Pion blanc sur case blanche d5 · Cavalier blanc sur case noire h4 · Pion blanc sur case blanche b3 · Pion blanc sur case noire g3 · Pion blanc sur case blanche a2 · Dame blanche sur case blanche c2 · Fou blanc sur case noire d2 · Pion blanc sur case noire f2 · Pion blanc sur case noire h2 · Roi blanc sur case noire c1 · Tour blanche sur case noire e1 · Fou blanc sur case blanche f1 · Tour blanche sur case blanche h1 | Tour noire sur case blanche a8 · Fou noir sur case blanche c8 · Dame noire sur case noire d8 · Tour noire sur case noire h8 · Pion noir sur case noire a7 · Roi noir sur case blanche f7 · Pion noir sur case noire g7 · Cavalier noir sur case blanche a6 · Pion noir sur case noire b6 · Fou noir sur case noire d6 · Cavalier noir sur case noire f6 · Pion noir sur case noire h6 · Pion noir sur case noire c5 · Pion blanc sur case blanche d5 · Cavalier blanc sur case noire h4 · Pion blanc sur case blanche b3 · Pion blanc sur case noire g3 · Pion blanc sur case blanche a2 · Dame blanche sur case blanche c2 · Fou blanc sur case noire d2 · Pion blanc sur case noire f2 · Pion blanc sur case noire h2 · Roi blanc sur case noire c1 · Tour blanche sur case noire e1 · Fou blanc sur case blanche f1 · Tour blanche sur case blanche h1 | Tour noire sur case blanche a8 · Fou noir sur case blanche c8 · Dame noire sur case noire d8 · Tour noire sur case noire h8 · Pion noir sur case noire a7 · Roi noir sur case blanche f7 · Pion noir sur case noire g7 · Cavalier noir sur case blanche a6 · Pion noir sur case noire b6 · Fou noir sur case noire d6 · Cavalier noir sur case noire f6 · Pion noir sur case noire h6 · Pion noir sur case noire c5 · Pion blanc sur case blanche d5 · Cavalier blanc sur case noire h4 · Pion blanc sur case blanche b3 · Pion blanc sur case noire g3 · Pion blanc sur case blanche a2 · Dame blanche sur case blanche c2 · Fou blanc sur case noire d2 · Pion blanc sur case noire f2 · Pion blanc sur case noire h2 · Roi blanc sur case noire c1 · Tour blanche sur case noire e1 · Fou blanc sur case blanche f1 · Tour blanche sur case blanche h1 | Tour noire sur case blanche a8 · Fou noir sur case blanche c8 · Dame noire sur case noire d8 · Tour noire sur case noire h8 · Pion noir sur case noire a7 · Roi noir sur case blanche f7 · Pion noir sur case noire g7 · Cavalier noir sur case blanche a6 · Pion noir sur case noire b6 · Fou noir sur case noire d6 · Cavalier noir sur case noire f6 · Pion noir sur case noire h6 · Pion noir sur case noire c5 · Pion blanc sur case blanche d5 · Cavalier blanc sur case noire h4 · Pion blanc sur case blanche b3 · Pion blanc sur case noire g3 · Pion blanc sur case blanche a2 · Dame blanche sur case blanche c2 · Fou blanc sur case noire d2 · Pion blanc sur case noire f2 · Pion blanc sur case noire h2 · Roi blanc sur case noire c1 · Tour blanche sur case noire e1 · Fou blanc sur case blanche f1 · Tour blanche sur case blanche h1 | Tour noire sur case blanche a8 · Fou noir sur case blanche c8 · Dame noire sur case noire d8 · Tour noire sur case noire h8 · Pion noir sur case noire a7 · Roi noir sur case blanche f7 · Pion noir sur case noire g7 · Cavalier noir sur case blanche a6 · Pion noir sur case noire b6 · Fou noir sur case noire d6 · Cavalier noir sur case noire f6 · Pion noir sur case noire h6 · Pion noir sur case noire c5 · Pion blanc sur case blanche d5 · Cavalier blanc sur case noire h4 · Pion blanc sur case blanche b3 · Pion blanc sur case noire g3 · Pion blanc sur case blanche a2 · Dame blanche sur case blanche c2 · Fou blanc sur case noire d2 · Pion blanc sur case noire f2 · Pion blanc sur case noire h2 · Roi blanc sur case noire c1 · Tour blanche sur case noire e1 · Fou blanc sur case blanche f1 · Tour blanche sur case blanche h1 | 2 |
| 1 | Tour noire sur case blanche a8 · Fou noir sur case blanche c8 · Dame noire sur case noire d8 · Tour noire sur case noire h8 · Pion noir sur case noire a7 · Roi noir sur case blanche f7 · Pion noir sur case noire g7 · Cavalier noir sur case blanche a6 · Pion noir sur case noire b6 · Fou noir sur case noire d6 · Cavalier noir sur case noire f6 · Pion noir sur case noire h6 · Pion noir sur case noire c5 · Pion blanc sur case blanche d5 · Cavalier blanc sur case noire h4 · Pion blanc sur case blanche b3 · Pion blanc sur case noire g3 · Pion blanc sur case blanche a2 · Dame blanche sur case blanche c2 · Fou blanc sur case noire d2 · Pion blanc sur case noire f2 · Pion blanc sur case noire h2 · Roi blanc sur case noire c1 · Tour blanche sur case noire e1 · Fou blanc sur case blanche f1 · Tour blanche sur case blanche h1 | Tour noire sur case blanche a8 · Fou noir sur case blanche c8 · Dame noire sur case noire d8 · Tour noire sur case noire h8 · Pion noir sur case noire a7 · Roi noir sur case blanche f7 · Pion noir sur case noire g7 · Cavalier noir sur case blanche a6 · Pion noir sur case noire b6 · Fou noir sur case noire d6 · Cavalier noir sur case noire f6 · Pion noir sur case noire h6 · Pion noir sur case noire c5 · Pion blanc sur case blanche d5 · Cavalier blanc sur case noire h4 · Pion blanc sur case blanche b3 · Pion blanc sur case noire g3 · Pion blanc sur case blanche a2 · Dame blanche sur case blanche c2 · Fou blanc sur case noire d2 · Pion blanc sur case noire f2 · Pion blanc sur case noire h2 · Roi blanc sur case noire c1 · Tour blanche sur case noire e1 · Fou blanc sur case blanche f1 · Tour blanche sur case blanche h1 | Tour noire sur case blanche a8 · Fou noir sur case blanche c8 · Dame noire sur case noire d8 · Tour noire sur case noire h8 · Pion noir sur case noire a7 · Roi noir sur case blanche f7 · Pion noir sur case noire g7 · Cavalier noir sur case blanche a6 · Pion noir sur case noire b6 · Fou noir sur case noire d6 · Cavalier noir sur case noire f6 · Pion noir sur case noire h6 · Pion noir sur case noire c5 · Pion blanc sur case blanche d5 · Cavalier blanc sur case noire h4 · Pion blanc sur case blanche b3 · Pion blanc sur case noire g3 · Pion blanc sur case blanche a2 · Dame blanche sur case blanche c2 · Fou blanc sur case noire d2 · Pion blanc sur case noire f2 · Pion blanc sur case noire h2 · Roi blanc sur case noire c1 · Tour blanche sur case noire e1 · Fou blanc sur case blanche f1 · Tour blanche sur case blanche h1 | Tour noire sur case blanche a8 · Fou noir sur case blanche c8 · Dame noire sur case noire d8 · Tour noire sur case noire h8 · Pion noir sur case noire a7 · Roi noir sur case blanche f7 · Pion noir sur case noire g7 · Cavalier noir sur case blanche a6 · Pion noir sur case noire b6 · Fou noir sur case noire d6 · Cavalier noir sur case noire f6 · Pion noir sur case noire h6 · Pion noir sur case noire c5 · Pion blanc sur case blanche d5 · Cavalier blanc sur case noire h4 · Pion blanc sur case blanche b3 · Pion blanc sur case noire g3 · Pion blanc sur case blanche a2 · Dame blanche sur case blanche c2 · Fou blanc sur case noire d2 · Pion blanc sur case noire f2 · Pion blanc sur case noire h2 · Roi blanc sur case noire c1 · Tour blanche sur case noire e1 · Fou blanc sur case blanche f1 · Tour blanche sur case blanche h1 | Tour noire sur case blanche a8 · Fou noir sur case blanche c8 · Dame noire sur case noire d8 · Tour noire sur case noire h8 · Pion noir sur case noire a7 · Roi noir sur case blanche f7 · Pion noir sur case noire g7 · Cavalier noir sur case blanche a6 · Pion noir sur case noire b6 · Fou noir sur case noire d6 · Cavalier noir sur case noire f6 · Pion noir sur case noire h6 · Pion noir sur case noire c5 · Pion blanc sur case blanche d5 · Cavalier blanc sur case noire h4 · Pion blanc sur case blanche b3 · Pion blanc sur case noire g3 · Pion blanc sur case blanche a2 · Dame blanche sur case blanche c2 · Fou blanc sur case noire d2 · Pion blanc sur case noire f2 · Pion blanc sur case noire h2 · Roi blanc sur case noire c1 · Tour blanche sur case noire e1 · Fou blanc sur case blanche f1 · Tour blanche sur case blanche h1 | Tour noire sur case blanche a8 · Fou noir sur case blanche c8 · Dame noire sur case noire d8 · Tour noire sur case noire h8 · Pion noir sur case noire a7 · Roi noir sur case blanche f7 · Pion noir sur case noire g7 · Cavalier noir sur case blanche a6 · Pion noir sur case noire b6 · Fou noir sur case noire d6 · Cavalier noir sur case noire f6 · Pion noir sur case noire h6 · Pion noir sur case noire c5 · Pion blanc sur case blanche d5 · Cavalier blanc sur case noire h4 · Pion blanc sur case blanche b3 · Pion blanc sur case noire g3 · Pion blanc sur case blanche a2 · Dame blanche sur case blanche c2 · Fou blanc sur case noire d2 · Pion blanc sur case noire f2 · Pion blanc sur case noire h2 · Roi blanc sur case noire c1 · Tour blanche sur case noire e1 · Fou blanc sur case blanche f1 · Tour blanche sur case blanche h1 | Tour noire sur case blanche a8 · Fou noir sur case blanche c8 · Dame noire sur case noire d8 · Tour noire sur case noire h8 · Pion noir sur case noire a7 · Roi noir sur case blanche f7 · Pion noir sur case noire g7 · Cavalier noir sur case blanche a6 · Pion noir sur case noire b6 · Fou noir sur case noire d6 · Cavalier noir sur case noire f6 · Pion noir sur case noire h6 · Pion noir sur case noire c5 · Pion blanc sur case blanche d5 · Cavalier blanc sur case noire h4 · Pion blanc sur case blanche b3 · Pion blanc sur case noire g3 · Pion blanc sur case blanche a2 · Dame blanche sur case blanche c2 · Fou blanc sur case noire d2 · Pion blanc sur case noire f2 · Pion blanc sur case noire h2 · Roi blanc sur case noire c1 · Tour blanche sur case noire e1 · Fou blanc sur case blanche f1 · Tour blanche sur case blanche h1 | Tour noire sur case blanche a8 · Fou noir sur case blanche c8 · Dame noire sur case noire d8 · Tour noire sur case noire h8 · Pion noir sur case noire a7 · Roi noir sur case blanche f7 · Pion noir sur case noire g7 · Cavalier noir sur case blanche a6 · Pion noir sur case noire b6 · Fou noir sur case noire d6 · Cavalier noir sur case noire f6 · Pion noir sur case noire h6 · Pion noir sur case noire c5 · Pion blanc sur case blanche d5 · Cavalier blanc sur case noire h4 · Pion blanc sur case blanche b3 · Pion blanc sur case noire g3 · Pion blanc sur case blanche a2 · Dame blanche sur case blanche c2 · Fou blanc sur case noire d2 · Pion blanc sur case noire f2 · Pion blanc sur case noire h2 · Roi blanc sur case noire c1 · Tour blanche sur case noire e1 · Fou blanc sur case blanche f1 · Tour blanche sur case blanche h1 | 1 |
|   | a | b | c | d | e | f | g | h |   |

Veselin Topalov - Viswanathan Anand

M-Tel Masters, Sofia, 18 mai 2005, ronde 6

Défense est-indienne (code ECO : E15) :

1. d4 Cf6 2. c4 e6 3. Cf3 b6 4. g3 Fa6 5. b3 Fb4+ 6. Fd2 Fe7 7. Cc3 c6 8.e4 d5 9. Dc2 dxe4 10. Cxe4 Fb7 11. Ceg5 c5 12. d5 exd5 13. cxd5 h6 14. Cxf7 Rxf7 15. O-O-O Fd6 16. Ch4 Fc8 17. Te1 Ca6 (diagramme)
18. Te6 ! Après avoir sacrifié un cavalier, Topalov sacrifie une tour ! (« Topalov nous sort une grosse nouveauté théorique, un sacrifice de pièce, un sacrifice de tour. Anand est obligé de rendre le matériel et en définitive Topalov reste avec un pion de plus et une finale gagnante. Un vrai bijou ! »)
À propos de ce coup, Topalov commente :
« (...) Mais avec ce coup inattendu 16... Fc8, se termine ma préparation. Les Noirs renoncent à l’idée de prendre en d5, mais se défendent contre Cf5 et Fh3. Ici, j’ai réfléchi longtemps. Je sentais que des coups naturels de développement étaient trop lents. Les Blancs ont une pièce de moins et ils doivent constamment poser des problèmes au roi noir. 17.Fc4 et ensuite Te1-e6 est possible, mais les Noirs peuvent chasser le Fou avec b5. La case clef est e6 et je dois y mettre une pièce à n’importe quel prix, j’aurai alors de nouveau la case f5 pour mon cavalier. Ne me demandez pas comment, mais mon intuition m’indiqua que 17. Te1 était le bon coup. »
18. ... Cb4 19. Fxb4 cxb4 20.Fc4 b5 21. Fxb5 Fe7 22. Cg6 Cxd5 23. Txe7+ Cxe7 24. Fc4+ Rf6 25. Cxh8 Dd4 26. Td1 Da1+ 27. Rd2 Dd4+ 28. Re1 De5+ 29. De2 Dxe2+ 30. Rxe2 Cf5 31. Cf7 a5 32. g4 Ch4 33. h3 Ta7 34. Td6+ Re7 35. Tb6 Tc7 36. Ce5 Cg2 37. Cg6+ Rd8 38. Rf1 Fb7 39. Txb7 Txb7 40. Rxg2 Td7 41. Cf8 Td2 42. Ce6+ Re7 43. Cxg7 Txa2 44. Cf5+ Rf6 45. Cxh6 Tc2 46. Ff7 Tc3 47. f4 a4 48. bxa4 b3 49. g5+ Rg7 50. f5 b2 51. f6+ Rh7 52. Cf5  1-0
Veselin Topalov proposa cette partie au magazine trimestriel Échec & Mat no 82 (octobre-décembre 2005) édité par la Fédération française des échecs qui l'avait invité à commenter sa meilleure partie.
Cette partie a été élue partie de l'année 2005 par le site e3e5.com. Le site ChessBase en donne une analyse détaillée.

### Topalov-Ponomariov, 2005
|   | a | b | c | d | e | f | g | h |   |
| 8 | Tour noire sur case blanche a8 · Cavalier noir sur case noire b8 · Dame noire sur case noire d8 · Tour noire sur case noire f8 · Roi noir sur case blanche g8 · Pion noir sur case noire a7 · Pion noir sur case noire g7 · Fou noir sur case blanche a6 · Pion noir sur case blanche e6 · Fou noir sur case noire f6 · Pion noir sur case noire h6 · Pion noir sur case noire c5 · Pion blanc sur case blanche c4 · Pion noir sur case noire d4 · Pion blanc sur case noire h4 · Pion blanc sur case blanche b3 · Tour blanche sur case noire c3 · Cavalier blanc sur case blanche f3 · Pion blanc sur case noire g3 · Pion blanc sur case blanche a2 · Dame blanche sur case blanche c2 · Fou blanc sur case noire d2 · Pion blanc sur case noire f2 · Fou blanc sur case blanche b1 · Roi blanc sur case noire e1 · Tour blanche sur case blanche h1 | Tour noire sur case blanche a8 · Cavalier noir sur case noire b8 · Dame noire sur case noire d8 · Tour noire sur case noire f8 · Roi noir sur case blanche g8 · Pion noir sur case noire a7 · Pion noir sur case noire g7 · Fou noir sur case blanche a6 · Pion noir sur case blanche e6 · Fou noir sur case noire f6 · Pion noir sur case noire h6 · Pion noir sur case noire c5 · Pion blanc sur case blanche c4 · Pion noir sur case noire d4 · Pion blanc sur case noire h4 · Pion blanc sur case blanche b3 · Tour blanche sur case noire c3 · Cavalier blanc sur case blanche f3 · Pion blanc sur case noire g3 · Pion blanc sur case blanche a2 · Dame blanche sur case blanche c2 · Fou blanc sur case noire d2 · Pion blanc sur case noire f2 · Fou blanc sur case blanche b1 · Roi blanc sur case noire e1 · Tour blanche sur case blanche h1 | Tour noire sur case blanche a8 · Cavalier noir sur case noire b8 · Dame noire sur case noire d8 · Tour noire sur case noire f8 · Roi noir sur case blanche g8 · Pion noir sur case noire a7 · Pion noir sur case noire g7 · Fou noir sur case blanche a6 · Pion noir sur case blanche e6 · Fou noir sur case noire f6 · Pion noir sur case noire h6 · Pion noir sur case noire c5 · Pion blanc sur case blanche c4 · Pion noir sur case noire d4 · Pion blanc sur case noire h4 · Pion blanc sur case blanche b3 · Tour blanche sur case noire c3 · Cavalier blanc sur case blanche f3 · Pion blanc sur case noire g3 · Pion blanc sur case blanche a2 · Dame blanche sur case blanche c2 · Fou blanc sur case noire d2 · Pion blanc sur case noire f2 · Fou blanc sur case blanche b1 · Roi blanc sur case noire e1 · Tour blanche sur case blanche h1 | Tour noire sur case blanche a8 · Cavalier noir sur case noire b8 · Dame noire sur case noire d8 · Tour noire sur case noire f8 · Roi noir sur case blanche g8 · Pion noir sur case noire a7 · Pion noir sur case noire g7 · Fou noir sur case blanche a6 · Pion noir sur case blanche e6 · Fou noir sur case noire f6 · Pion noir sur case noire h6 · Pion noir sur case noire c5 · Pion blanc sur case blanche c4 · Pion noir sur case noire d4 · Pion blanc sur case noire h4 · Pion blanc sur case blanche b3 · Tour blanche sur case noire c3 · Cavalier blanc sur case blanche f3 · Pion blanc sur case noire g3 · Pion blanc sur case blanche a2 · Dame blanche sur case blanche c2 · Fou blanc sur case noire d2 · Pion blanc sur case noire f2 · Fou blanc sur case blanche b1 · Roi blanc sur case noire e1 · Tour blanche sur case blanche h1 | Tour noire sur case blanche a8 · Cavalier noir sur case noire b8 · Dame noire sur case noire d8 · Tour noire sur case noire f8 · Roi noir sur case blanche g8 · Pion noir sur case noire a7 · Pion noir sur case noire g7 · Fou noir sur case blanche a6 · Pion noir sur case blanche e6 · Fou noir sur case noire f6 · Pion noir sur case noire h6 · Pion noir sur case noire c5 · Pion blanc sur case blanche c4 · Pion noir sur case noire d4 · Pion blanc sur case noire h4 · Pion blanc sur case blanche b3 · Tour blanche sur case noire c3 · Cavalier blanc sur case blanche f3 · Pion blanc sur case noire g3 · Pion blanc sur case blanche a2 · Dame blanche sur case blanche c2 · Fou blanc sur case noire d2 · Pion blanc sur case noire f2 · Fou blanc sur case blanche b1 · Roi blanc sur case noire e1 · Tour blanche sur case blanche h1 | Tour noire sur case blanche a8 · Cavalier noir sur case noire b8 · Dame noire sur case noire d8 · Tour noire sur case noire f8 · Roi noir sur case blanche g8 · Pion noir sur case noire a7 · Pion noir sur case noire g7 · Fou noir sur case blanche a6 · Pion noir sur case blanche e6 · Fou noir sur case noire f6 · Pion noir sur case noire h6 · Pion noir sur case noire c5 · Pion blanc sur case blanche c4 · Pion noir sur case noire d4 · Pion blanc sur case noire h4 · Pion blanc sur case blanche b3 · Tour blanche sur case noire c3 · Cavalier blanc sur case blanche f3 · Pion blanc sur case noire g3 · Pion blanc sur case blanche a2 · Dame blanche sur case blanche c2 · Fou blanc sur case noire d2 · Pion blanc sur case noire f2 · Fou blanc sur case blanche b1 · Roi blanc sur case noire e1 · Tour blanche sur case blanche h1 | Tour noire sur case blanche a8 · Cavalier noir sur case noire b8 · Dame noire sur case noire d8 · Tour noire sur case noire f8 · Roi noir sur case blanche g8 · Pion noir sur case noire a7 · Pion noir sur case noire g7 · Fou noir sur case blanche a6 · Pion noir sur case blanche e6 · Fou noir sur case noire f6 · Pion noir sur case noire h6 · Pion noir sur case noire c5 · Pion blanc sur case blanche c4 · Pion noir sur case noire d4 · Pion blanc sur case noire h4 · Pion blanc sur case blanche b3 · Tour blanche sur case noire c3 · Cavalier blanc sur case blanche f3 · Pion blanc sur case noire g3 · Pion blanc sur case blanche a2 · Dame blanche sur case blanche c2 · Fou blanc sur case noire d2 · Pion blanc sur case noire f2 · Fou blanc sur case blanche b1 · Roi blanc sur case noire e1 · Tour blanche sur case blanche h1 | Tour noire sur case blanche a8 · Cavalier noir sur case noire b8 · Dame noire sur case noire d8 · Tour noire sur case noire f8 · Roi noir sur case blanche g8 · Pion noir sur case noire a7 · Pion noir sur case noire g7 · Fou noir sur case blanche a6 · Pion noir sur case blanche e6 · Fou noir sur case noire f6 · Pion noir sur case noire h6 · Pion noir sur case noire c5 · Pion blanc sur case blanche c4 · Pion noir sur case noire d4 · Pion blanc sur case noire h4 · Pion blanc sur case blanche b3 · Tour blanche sur case noire c3 · Cavalier blanc sur case blanche f3 · Pion blanc sur case noire g3 · Pion blanc sur case blanche a2 · Dame blanche sur case blanche c2 · Fou blanc sur case noire d2 · Pion blanc sur case noire f2 · Fou blanc sur case blanche b1 · Roi blanc sur case noire e1 · Tour blanche sur case blanche h1 | 8 |
| 7 | Tour noire sur case blanche a8 · Cavalier noir sur case noire b8 · Dame noire sur case noire d8 · Tour noire sur case noire f8 · Roi noir sur case blanche g8 · Pion noir sur case noire a7 · Pion noir sur case noire g7 · Fou noir sur case blanche a6 · Pion noir sur case blanche e6 · Fou noir sur case noire f6 · Pion noir sur case noire h6 · Pion noir sur case noire c5 · Pion blanc sur case blanche c4 · Pion noir sur case noire d4 · Pion blanc sur case noire h4 · Pion blanc sur case blanche b3 · Tour blanche sur case noire c3 · Cavalier blanc sur case blanche f3 · Pion blanc sur case noire g3 · Pion blanc sur case blanche a2 · Dame blanche sur case blanche c2 · Fou blanc sur case noire d2 · Pion blanc sur case noire f2 · Fou blanc sur case blanche b1 · Roi blanc sur case noire e1 · Tour blanche sur case blanche h1 | Tour noire sur case blanche a8 · Cavalier noir sur case noire b8 · Dame noire sur case noire d8 · Tour noire sur case noire f8 · Roi noir sur case blanche g8 · Pion noir sur case noire a7 · Pion noir sur case noire g7 · Fou noir sur case blanche a6 · Pion noir sur case blanche e6 · Fou noir sur case noire f6 · Pion noir sur case noire h6 · Pion noir sur case noire c5 · Pion blanc sur case blanche c4 · Pion noir sur case noire d4 · Pion blanc sur case noire h4 · Pion blanc sur case blanche b3 · Tour blanche sur case noire c3 · Cavalier blanc sur case blanche f3 · Pion blanc sur case noire g3 · Pion blanc sur case blanche a2 · Dame blanche sur case blanche c2 · Fou blanc sur case noire d2 · Pion blanc sur case noire f2 · Fou blanc sur case blanche b1 · Roi blanc sur case noire e1 · Tour blanche sur case blanche h1 | Tour noire sur case blanche a8 · Cavalier noir sur case noire b8 · Dame noire sur case noire d8 · Tour noire sur case noire f8 · Roi noir sur case blanche g8 · Pion noir sur case noire a7 · Pion noir sur case noire g7 · Fou noir sur case blanche a6 · Pion noir sur case blanche e6 · Fou noir sur case noire f6 · Pion noir sur case noire h6 · Pion noir sur case noire c5 · Pion blanc sur case blanche c4 · Pion noir sur case noire d4 · Pion blanc sur case noire h4 · Pion blanc sur case blanche b3 · Tour blanche sur case noire c3 · Cavalier blanc sur case blanche f3 · Pion blanc sur case noire g3 · Pion blanc sur case blanche a2 · Dame blanche sur case blanche c2 · Fou blanc sur case noire d2 · Pion blanc sur case noire f2 · Fou blanc sur case blanche b1 · Roi blanc sur case noire e1 · Tour blanche sur case blanche h1 | Tour noire sur case blanche a8 · Cavalier noir sur case noire b8 · Dame noire sur case noire d8 · Tour noire sur case noire f8 · Roi noir sur case blanche g8 · Pion noir sur case noire a7 · Pion noir sur case noire g7 · Fou noir sur case blanche a6 · Pion noir sur case blanche e6 · Fou noir sur case noire f6 · Pion noir sur case noire h6 · Pion noir sur case noire c5 · Pion blanc sur case blanche c4 · Pion noir sur case noire d4 · Pion blanc sur case noire h4 · Pion blanc sur case blanche b3 · Tour blanche sur case noire c3 · Cavalier blanc sur case blanche f3 · Pion blanc sur case noire g3 · Pion blanc sur case blanche a2 · Dame blanche sur case blanche c2 · Fou blanc sur case noire d2 · Pion blanc sur case noire f2 · Fou blanc sur case blanche b1 · Roi blanc sur case noire e1 · Tour blanche sur case blanche h1 | Tour noire sur case blanche a8 · Cavalier noir sur case noire b8 · Dame noire sur case noire d8 · Tour noire sur case noire f8 · Roi noir sur case blanche g8 · Pion noir sur case noire a7 · Pion noir sur case noire g7 · Fou noir sur case blanche a6 · Pion noir sur case blanche e6 · Fou noir sur case noire f6 · Pion noir sur case noire h6 · Pion noir sur case noire c5 · Pion blanc sur case blanche c4 · Pion noir sur case noire d4 · Pion blanc sur case noire h4 · Pion blanc sur case blanche b3 · Tour blanche sur case noire c3 · Cavalier blanc sur case blanche f3 · Pion blanc sur case noire g3 · Pion blanc sur case blanche a2 · Dame blanche sur case blanche c2 · Fou blanc sur case noire d2 · Pion blanc sur case noire f2 · Fou blanc sur case blanche b1 · Roi blanc sur case noire e1 · Tour blanche sur case blanche h1 | Tour noire sur case blanche a8 · Cavalier noir sur case noire b8 · Dame noire sur case noire d8 · Tour noire sur case noire f8 · Roi noir sur case blanche g8 · Pion noir sur case noire a7 · Pion noir sur case noire g7 · Fou noir sur case blanche a6 · Pion noir sur case blanche e6 · Fou noir sur case noire f6 · Pion noir sur case noire h6 · Pion noir sur case noire c5 · Pion blanc sur case blanche c4 · Pion noir sur case noire d4 · Pion blanc sur case noire h4 · Pion blanc sur case blanche b3 · Tour blanche sur case noire c3 · Cavalier blanc sur case blanche f3 · Pion blanc sur case noire g3 · Pion blanc sur case blanche a2 · Dame blanche sur case blanche c2 · Fou blanc sur case noire d2 · Pion blanc sur case noire f2 · Fou blanc sur case blanche b1 · Roi blanc sur case noire e1 · Tour blanche sur case blanche h1 | Tour noire sur case blanche a8 · Cavalier noir sur case noire b8 · Dame noire sur case noire d8 · Tour noire sur case noire f8 · Roi noir sur case blanche g8 · Pion noir sur case noire a7 · Pion noir sur case noire g7 · Fou noir sur case blanche a6 · Pion noir sur case blanche e6 · Fou noir sur case noire f6 · Pion noir sur case noire h6 · Pion noir sur case noire c5 · Pion blanc sur case blanche c4 · Pion noir sur case noire d4 · Pion blanc sur case noire h4 · Pion blanc sur case blanche b3 · Tour blanche sur case noire c3 · Cavalier blanc sur case blanche f3 · Pion blanc sur case noire g3 · Pion blanc sur case blanche a2 · Dame blanche sur case blanche c2 · Fou blanc sur case noire d2 · Pion blanc sur case noire f2 · Fou blanc sur case blanche b1 · Roi blanc sur case noire e1 · Tour blanche sur case blanche h1 | Tour noire sur case blanche a8 · Cavalier noir sur case noire b8 · Dame noire sur case noire d8 · Tour noire sur case noire f8 · Roi noir sur case blanche g8 · Pion noir sur case noire a7 · Pion noir sur case noire g7 · Fou noir sur case blanche a6 · Pion noir sur case blanche e6 · Fou noir sur case noire f6 · Pion noir sur case noire h6 · Pion noir sur case noire c5 · Pion blanc sur case blanche c4 · Pion noir sur case noire d4 · Pion blanc sur case noire h4 · Pion blanc sur case blanche b3 · Tour blanche sur case noire c3 · Cavalier blanc sur case blanche f3 · Pion blanc sur case noire g3 · Pion blanc sur case blanche a2 · Dame blanche sur case blanche c2 · Fou blanc sur case noire d2 · Pion blanc sur case noire f2 · Fou blanc sur case blanche b1 · Roi blanc sur case noire e1 · Tour blanche sur case blanche h1 | 7 |
| 6 | Tour noire sur case blanche a8 · Cavalier noir sur case noire b8 · Dame noire sur case noire d8 · Tour noire sur case noire f8 · Roi noir sur case blanche g8 · Pion noir sur case noire a7 · Pion noir sur case noire g7 · Fou noir sur case blanche a6 · Pion noir sur case blanche e6 · Fou noir sur case noire f6 · Pion noir sur case noire h6 · Pion noir sur case noire c5 · Pion blanc sur case blanche c4 · Pion noir sur case noire d4 · Pion blanc sur case noire h4 · Pion blanc sur case blanche b3 · Tour blanche sur case noire c3 · Cavalier blanc sur case blanche f3 · Pion blanc sur case noire g3 · Pion blanc sur case blanche a2 · Dame blanche sur case blanche c2 · Fou blanc sur case noire d2 · Pion blanc sur case noire f2 · Fou blanc sur case blanche b1 · Roi blanc sur case noire e1 · Tour blanche sur case blanche h1 | Tour noire sur case blanche a8 · Cavalier noir sur case noire b8 · Dame noire sur case noire d8 · Tour noire sur case noire f8 · Roi noir sur case blanche g8 · Pion noir sur case noire a7 · Pion noir sur case noire g7 · Fou noir sur case blanche a6 · Pion noir sur case blanche e6 · Fou noir sur case noire f6 · Pion noir sur case noire h6 · Pion noir sur case noire c5 · Pion blanc sur case blanche c4 · Pion noir sur case noire d4 · Pion blanc sur case noire h4 · Pion blanc sur case blanche b3 · Tour blanche sur case noire c3 · Cavalier blanc sur case blanche f3 · Pion blanc sur case noire g3 · Pion blanc sur case blanche a2 · Dame blanche sur case blanche c2 · Fou blanc sur case noire d2 · Pion blanc sur case noire f2 · Fou blanc sur case blanche b1 · Roi blanc sur case noire e1 · Tour blanche sur case blanche h1 | Tour noire sur case blanche a8 · Cavalier noir sur case noire b8 · Dame noire sur case noire d8 · Tour noire sur case noire f8 · Roi noir sur case blanche g8 · Pion noir sur case noire a7 · Pion noir sur case noire g7 · Fou noir sur case blanche a6 · Pion noir sur case blanche e6 · Fou noir sur case noire f6 · Pion noir sur case noire h6 · Pion noir sur case noire c5 · Pion blanc sur case blanche c4 · Pion noir sur case noire d4 · Pion blanc sur case noire h4 · Pion blanc sur case blanche b3 · Tour blanche sur case noire c3 · Cavalier blanc sur case blanche f3 · Pion blanc sur case noire g3 · Pion blanc sur case blanche a2 · Dame blanche sur case blanche c2 · Fou blanc sur case noire d2 · Pion blanc sur case noire f2 · Fou blanc sur case blanche b1 · Roi blanc sur case noire e1 · Tour blanche sur case blanche h1 | Tour noire sur case blanche a8 · Cavalier noir sur case noire b8 · Dame noire sur case noire d8 · Tour noire sur case noire f8 · Roi noir sur case blanche g8 · Pion noir sur case noire a7 · Pion noir sur case noire g7 · Fou noir sur case blanche a6 · Pion noir sur case blanche e6 · Fou noir sur case noire f6 · Pion noir sur case noire h6 · Pion noir sur case noire c5 · Pion blanc sur case blanche c4 · Pion noir sur case noire d4 · Pion blanc sur case noire h4 · Pion blanc sur case blanche b3 · Tour blanche sur case noire c3 · Cavalier blanc sur case blanche f3 · Pion blanc sur case noire g3 · Pion blanc sur case blanche a2 · Dame blanche sur case blanche c2 · Fou blanc sur case noire d2 · Pion blanc sur case noire f2 · Fou blanc sur case blanche b1 · Roi blanc sur case noire e1 · Tour blanche sur case blanche h1 | Tour noire sur case blanche a8 · Cavalier noir sur case noire b8 · Dame noire sur case noire d8 · Tour noire sur case noire f8 · Roi noir sur case blanche g8 · Pion noir sur case noire a7 · Pion noir sur case noire g7 · Fou noir sur case blanche a6 · Pion noir sur case blanche e6 · Fou noir sur case noire f6 · Pion noir sur case noire h6 · Pion noir sur case noire c5 · Pion blanc sur case blanche c4 · Pion noir sur case noire d4 · Pion blanc sur case noire h4 · Pion blanc sur case blanche b3 · Tour blanche sur case noire c3 · Cavalier blanc sur case blanche f3 · Pion blanc sur case noire g3 · Pion blanc sur case blanche a2 · Dame blanche sur case blanche c2 · Fou blanc sur case noire d2 · Pion blanc sur case noire f2 · Fou blanc sur case blanche b1 · Roi blanc sur case noire e1 · Tour blanche sur case blanche h1 | Tour noire sur case blanche a8 · Cavalier noir sur case noire b8 · Dame noire sur case noire d8 · Tour noire sur case noire f8 · Roi noir sur case blanche g8 · Pion noir sur case noire a7 · Pion noir sur case noire g7 · Fou noir sur case blanche a6 · Pion noir sur case blanche e6 · Fou noir sur case noire f6 · Pion noir sur case noire h6 · Pion noir sur case noire c5 · Pion blanc sur case blanche c4 · Pion noir sur case noire d4 · Pion blanc sur case noire h4 · Pion blanc sur case blanche b3 · Tour blanche sur case noire c3 · Cavalier blanc sur case blanche f3 · Pion blanc sur case noire g3 · Pion blanc sur case blanche a2 · Dame blanche sur case blanche c2 · Fou blanc sur case noire d2 · Pion blanc sur case noire f2 · Fou blanc sur case blanche b1 · Roi blanc sur case noire e1 · Tour blanche sur case blanche h1 | Tour noire sur case blanche a8 · Cavalier noir sur case noire b8 · Dame noire sur case noire d8 · Tour noire sur case noire f8 · Roi noir sur case blanche g8 · Pion noir sur case noire a7 · Pion noir sur case noire g7 · Fou noir sur case blanche a6 · Pion noir sur case blanche e6 · Fou noir sur case noire f6 · Pion noir sur case noire h6 · Pion noir sur case noire c5 · Pion blanc sur case blanche c4 · Pion noir sur case noire d4 · Pion blanc sur case noire h4 · Pion blanc sur case blanche b3 · Tour blanche sur case noire c3 · Cavalier blanc sur case blanche f3 · Pion blanc sur case noire g3 · Pion blanc sur case blanche a2 · Dame blanche sur case blanche c2 · Fou blanc sur case noire d2 · Pion blanc sur case noire f2 · Fou blanc sur case blanche b1 · Roi blanc sur case noire e1 · Tour blanche sur case blanche h1 | Tour noire sur case blanche a8 · Cavalier noir sur case noire b8 · Dame noire sur case noire d8 · Tour noire sur case noire f8 · Roi noir sur case blanche g8 · Pion noir sur case noire a7 · Pion noir sur case noire g7 · Fou noir sur case blanche a6 · Pion noir sur case blanche e6 · Fou noir sur case noire f6 · Pion noir sur case noire h6 · Pion noir sur case noire c5 · Pion blanc sur case blanche c4 · Pion noir sur case noire d4 · Pion blanc sur case noire h4 · Pion blanc sur case blanche b3 · Tour blanche sur case noire c3 · Cavalier blanc sur case blanche f3 · Pion blanc sur case noire g3 · Pion blanc sur case blanche a2 · Dame blanche sur case blanche c2 · Fou blanc sur case noire d2 · Pion blanc sur case noire f2 · Fou blanc sur case blanche b1 · Roi blanc sur case noire e1 · Tour blanche sur case blanche h1 | 6 |
| 5 | Tour noire sur case blanche a8 · Cavalier noir sur case noire b8 · Dame noire sur case noire d8 · Tour noire sur case noire f8 · Roi noir sur case blanche g8 · Pion noir sur case noire a7 · Pion noir sur case noire g7 · Fou noir sur case blanche a6 · Pion noir sur case blanche e6 · Fou noir sur case noire f6 · Pion noir sur case noire h6 · Pion noir sur case noire c5 · Pion blanc sur case blanche c4 · Pion noir sur case noire d4 · Pion blanc sur case noire h4 · Pion blanc sur case blanche b3 · Tour blanche sur case noire c3 · Cavalier blanc sur case blanche f3 · Pion blanc sur case noire g3 · Pion blanc sur case blanche a2 · Dame blanche sur case blanche c2 · Fou blanc sur case noire d2 · Pion blanc sur case noire f2 · Fou blanc sur case blanche b1 · Roi blanc sur case noire e1 · Tour blanche sur case blanche h1 | Tour noire sur case blanche a8 · Cavalier noir sur case noire b8 · Dame noire sur case noire d8 · Tour noire sur case noire f8 · Roi noir sur case blanche g8 · Pion noir sur case noire a7 · Pion noir sur case noire g7 · Fou noir sur case blanche a6 · Pion noir sur case blanche e6 · Fou noir sur case noire f6 · Pion noir sur case noire h6 · Pion noir sur case noire c5 · Pion blanc sur case blanche c4 · Pion noir sur case noire d4 · Pion blanc sur case noire h4 · Pion blanc sur case blanche b3 · Tour blanche sur case noire c3 · Cavalier blanc sur case blanche f3 · Pion blanc sur case noire g3 · Pion blanc sur case blanche a2 · Dame blanche sur case blanche c2 · Fou blanc sur case noire d2 · Pion blanc sur case noire f2 · Fou blanc sur case blanche b1 · Roi blanc sur case noire e1 · Tour blanche sur case blanche h1 | Tour noire sur case blanche a8 · Cavalier noir sur case noire b8 · Dame noire sur case noire d8 · Tour noire sur case noire f8 · Roi noir sur case blanche g8 · Pion noir sur case noire a7 · Pion noir sur case noire g7 · Fou noir sur case blanche a6 · Pion noir sur case blanche e6 · Fou noir sur case noire f6 · Pion noir sur case noire h6 · Pion noir sur case noire c5 · Pion blanc sur case blanche c4 · Pion noir sur case noire d4 · Pion blanc sur case noire h4 · Pion blanc sur case blanche b3 · Tour blanche sur case noire c3 · Cavalier blanc sur case blanche f3 · Pion blanc sur case noire g3 · Pion blanc sur case blanche a2 · Dame blanche sur case blanche c2 · Fou blanc sur case noire d2 · Pion blanc sur case noire f2 · Fou blanc sur case blanche b1 · Roi blanc sur case noire e1 · Tour blanche sur case blanche h1 | Tour noire sur case blanche a8 · Cavalier noir sur case noire b8 · Dame noire sur case noire d8 · Tour noire sur case noire f8 · Roi noir sur case blanche g8 · Pion noir sur case noire a7 · Pion noir sur case noire g7 · Fou noir sur case blanche a6 · Pion noir sur case blanche e6 · Fou noir sur case noire f6 · Pion noir sur case noire h6 · Pion noir sur case noire c5 · Pion blanc sur case blanche c4 · Pion noir sur case noire d4 · Pion blanc sur case noire h4 · Pion blanc sur case blanche b3 · Tour blanche sur case noire c3 · Cavalier blanc sur case blanche f3 · Pion blanc sur case noire g3 · Pion blanc sur case blanche a2 · Dame blanche sur case blanche c2 · Fou blanc sur case noire d2 · Pion blanc sur case noire f2 · Fou blanc sur case blanche b1 · Roi blanc sur case noire e1 · Tour blanche sur case blanche h1 | Tour noire sur case blanche a8 · Cavalier noir sur case noire b8 · Dame noire sur case noire d8 · Tour noire sur case noire f8 · Roi noir sur case blanche g8 · Pion noir sur case noire a7 · Pion noir sur case noire g7 · Fou noir sur case blanche a6 · Pion noir sur case blanche e6 · Fou noir sur case noire f6 · Pion noir sur case noire h6 · Pion noir sur case noire c5 · Pion blanc sur case blanche c4 · Pion noir sur case noire d4 · Pion blanc sur case noire h4 · Pion blanc sur case blanche b3 · Tour blanche sur case noire c3 · Cavalier blanc sur case blanche f3 · Pion blanc sur case noire g3 · Pion blanc sur case blanche a2 · Dame blanche sur case blanche c2 · Fou blanc sur case noire d2 · Pion blanc sur case noire f2 · Fou blanc sur case blanche b1 · Roi blanc sur case noire e1 · Tour blanche sur case blanche h1 | Tour noire sur case blanche a8 · Cavalier noir sur case noire b8 · Dame noire sur case noire d8 · Tour noire sur case noire f8 · Roi noir sur case blanche g8 · Pion noir sur case noire a7 · Pion noir sur case noire g7 · Fou noir sur case blanche a6 · Pion noir sur case blanche e6 · Fou noir sur case noire f6 · Pion noir sur case noire h6 · Pion noir sur case noire c5 · Pion blanc sur case blanche c4 · Pion noir sur case noire d4 · Pion blanc sur case noire h4 · Pion blanc sur case blanche b3 · Tour blanche sur case noire c3 · Cavalier blanc sur case blanche f3 · Pion blanc sur case noire g3 · Pion blanc sur case blanche a2 · Dame blanche sur case blanche c2 · Fou blanc sur case noire d2 · Pion blanc sur case noire f2 · Fou blanc sur case blanche b1 · Roi blanc sur case noire e1 · Tour blanche sur case blanche h1 | Tour noire sur case blanche a8 · Cavalier noir sur case noire b8 · Dame noire sur case noire d8 · Tour noire sur case noire f8 · Roi noir sur case blanche g8 · Pion noir sur case noire a7 · Pion noir sur case noire g7 · Fou noir sur case blanche a6 · Pion noir sur case blanche e6 · Fou noir sur case noire f6 · Pion noir sur case noire h6 · Pion noir sur case noire c5 · Pion blanc sur case blanche c4 · Pion noir sur case noire d4 · Pion blanc sur case noire h4 · Pion blanc sur case blanche b3 · Tour blanche sur case noire c3 · Cavalier blanc sur case blanche f3 · Pion blanc sur case noire g3 · Pion blanc sur case blanche a2 · Dame blanche sur case blanche c2 · Fou blanc sur case noire d2 · Pion blanc sur case noire f2 · Fou blanc sur case blanche b1 · Roi blanc sur case noire e1 · Tour blanche sur case blanche h1 | Tour noire sur case blanche a8 · Cavalier noir sur case noire b8 · Dame noire sur case noire d8 · Tour noire sur case noire f8 · Roi noir sur case blanche g8 · Pion noir sur case noire a7 · Pion noir sur case noire g7 · Fou noir sur case blanche a6 · Pion noir sur case blanche e6 · Fou noir sur case noire f6 · Pion noir sur case noire h6 · Pion noir sur case noire c5 · Pion blanc sur case blanche c4 · Pion noir sur case noire d4 · Pion blanc sur case noire h4 · Pion blanc sur case blanche b3 · Tour blanche sur case noire c3 · Cavalier blanc sur case blanche f3 · Pion blanc sur case noire g3 · Pion blanc sur case blanche a2 · Dame blanche sur case blanche c2 · Fou blanc sur case noire d2 · Pion blanc sur case noire f2 · Fou blanc sur case blanche b1 · Roi blanc sur case noire e1 · Tour blanche sur case blanche h1 | 5 |
| 4 | Tour noire sur case blanche a8 · Cavalier noir sur case noire b8 · Dame noire sur case noire d8 · Tour noire sur case noire f8 · Roi noir sur case blanche g8 · Pion noir sur case noire a7 · Pion noir sur case noire g7 · Fou noir sur case blanche a6 · Pion noir sur case blanche e6 · Fou noir sur case noire f6 · Pion noir sur case noire h6 · Pion noir sur case noire c5 · Pion blanc sur case blanche c4 · Pion noir sur case noire d4 · Pion blanc sur case noire h4 · Pion blanc sur case blanche b3 · Tour blanche sur case noire c3 · Cavalier blanc sur case blanche f3 · Pion blanc sur case noire g3 · Pion blanc sur case blanche a2 · Dame blanche sur case blanche c2 · Fou blanc sur case noire d2 · Pion blanc sur case noire f2 · Fou blanc sur case blanche b1 · Roi blanc sur case noire e1 · Tour blanche sur case blanche h1 | Tour noire sur case blanche a8 · Cavalier noir sur case noire b8 · Dame noire sur case noire d8 · Tour noire sur case noire f8 · Roi noir sur case blanche g8 · Pion noir sur case noire a7 · Pion noir sur case noire g7 · Fou noir sur case blanche a6 · Pion noir sur case blanche e6 · Fou noir sur case noire f6 · Pion noir sur case noire h6 · Pion noir sur case noire c5 · Pion blanc sur case blanche c4 · Pion noir sur case noire d4 · Pion blanc sur case noire h4 · Pion blanc sur case blanche b3 · Tour blanche sur case noire c3 · Cavalier blanc sur case blanche f3 · Pion blanc sur case noire g3 · Pion blanc sur case blanche a2 · Dame blanche sur case blanche c2 · Fou blanc sur case noire d2 · Pion blanc sur case noire f2 · Fou blanc sur case blanche b1 · Roi blanc sur case noire e1 · Tour blanche sur case blanche h1 | Tour noire sur case blanche a8 · Cavalier noir sur case noire b8 · Dame noire sur case noire d8 · Tour noire sur case noire f8 · Roi noir sur case blanche g8 · Pion noir sur case noire a7 · Pion noir sur case noire g7 · Fou noir sur case blanche a6 · Pion noir sur case blanche e6 · Fou noir sur case noire f6 · Pion noir sur case noire h6 · Pion noir sur case noire c5 · Pion blanc sur case blanche c4 · Pion noir sur case noire d4 · Pion blanc sur case noire h4 · Pion blanc sur case blanche b3 · Tour blanche sur case noire c3 · Cavalier blanc sur case blanche f3 · Pion blanc sur case noire g3 · Pion blanc sur case blanche a2 · Dame blanche sur case blanche c2 · Fou blanc sur case noire d2 · Pion blanc sur case noire f2 · Fou blanc sur case blanche b1 · Roi blanc sur case noire e1 · Tour blanche sur case blanche h1 | Tour noire sur case blanche a8 · Cavalier noir sur case noire b8 · Dame noire sur case noire d8 · Tour noire sur case noire f8 · Roi noir sur case blanche g8 · Pion noir sur case noire a7 · Pion noir sur case noire g7 · Fou noir sur case blanche a6 · Pion noir sur case blanche e6 · Fou noir sur case noire f6 · Pion noir sur case noire h6 · Pion noir sur case noire c5 · Pion blanc sur case blanche c4 · Pion noir sur case noire d4 · Pion blanc sur case noire h4 · Pion blanc sur case blanche b3 · Tour blanche sur case noire c3 · Cavalier blanc sur case blanche f3 · Pion blanc sur case noire g3 · Pion blanc sur case blanche a2 · Dame blanche sur case blanche c2 · Fou blanc sur case noire d2 · Pion blanc sur case noire f2 · Fou blanc sur case blanche b1 · Roi blanc sur case noire e1 · Tour blanche sur case blanche h1 | Tour noire sur case blanche a8 · Cavalier noir sur case noire b8 · Dame noire sur case noire d8 · Tour noire sur case noire f8 · Roi noir sur case blanche g8 · Pion noir sur case noire a7 · Pion noir sur case noire g7 · Fou noir sur case blanche a6 · Pion noir sur case blanche e6 · Fou noir sur case noire f6 · Pion noir sur case noire h6 · Pion noir sur case noire c5 · Pion blanc sur case blanche c4 · Pion noir sur case noire d4 · Pion blanc sur case noire h4 · Pion blanc sur case blanche b3 · Tour blanche sur case noire c3 · Cavalier blanc sur case blanche f3 · Pion blanc sur case noire g3 · Pion blanc sur case blanche a2 · Dame blanche sur case blanche c2 · Fou blanc sur case noire d2 · Pion blanc sur case noire f2 · Fou blanc sur case blanche b1 · Roi blanc sur case noire e1 · Tour blanche sur case blanche h1 | Tour noire sur case blanche a8 · Cavalier noir sur case noire b8 · Dame noire sur case noire d8 · Tour noire sur case noire f8 · Roi noir sur case blanche g8 · Pion noir sur case noire a7 · Pion noir sur case noire g7 · Fou noir sur case blanche a6 · Pion noir sur case blanche e6 · Fou noir sur case noire f6 · Pion noir sur case noire h6 · Pion noir sur case noire c5 · Pion blanc sur case blanche c4 · Pion noir sur case noire d4 · Pion blanc sur case noire h4 · Pion blanc sur case blanche b3 · Tour blanche sur case noire c3 · Cavalier blanc sur case blanche f3 · Pion blanc sur case noire g3 · Pion blanc sur case blanche a2 · Dame blanche sur case blanche c2 · Fou blanc sur case noire d2 · Pion blanc sur case noire f2 · Fou blanc sur case blanche b1 · Roi blanc sur case noire e1 · Tour blanche sur case blanche h1 | Tour noire sur case blanche a8 · Cavalier noir sur case noire b8 · Dame noire sur case noire d8 · Tour noire sur case noire f8 · Roi noir sur case blanche g8 · Pion noir sur case noire a7 · Pion noir sur case noire g7 · Fou noir sur case blanche a6 · Pion noir sur case blanche e6 · Fou noir sur case noire f6 · Pion noir sur case noire h6 · Pion noir sur case noire c5 · Pion blanc sur case blanche c4 · Pion noir sur case noire d4 · Pion blanc sur case noire h4 · Pion blanc sur case blanche b3 · Tour blanche sur case noire c3 · Cavalier blanc sur case blanche f3 · Pion blanc sur case noire g3 · Pion blanc sur case blanche a2 · Dame blanche sur case blanche c2 · Fou blanc sur case noire d2 · Pion blanc sur case noire f2 · Fou blanc sur case blanche b1 · Roi blanc sur case noire e1 · Tour blanche sur case blanche h1 | Tour noire sur case blanche a8 · Cavalier noir sur case noire b8 · Dame noire sur case noire d8 · Tour noire sur case noire f8 · Roi noir sur case blanche g8 · Pion noir sur case noire a7 · Pion noir sur case noire g7 · Fou noir sur case blanche a6 · Pion noir sur case blanche e6 · Fou noir sur case noire f6 · Pion noir sur case noire h6 · Pion noir sur case noire c5 · Pion blanc sur case blanche c4 · Pion noir sur case noire d4 · Pion blanc sur case noire h4 · Pion blanc sur case blanche b3 · Tour blanche sur case noire c3 · Cavalier blanc sur case blanche f3 · Pion blanc sur case noire g3 · Pion blanc sur case blanche a2 · Dame blanche sur case blanche c2 · Fou blanc sur case noire d2 · Pion blanc sur case noire f2 · Fou blanc sur case blanche b1 · Roi blanc sur case noire e1 · Tour blanche sur case blanche h1 | 4 |
| 3 | Tour noire sur case blanche a8 · Cavalier noir sur case noire b8 · Dame noire sur case noire d8 · Tour noire sur case noire f8 · Roi noir sur case blanche g8 · Pion noir sur case noire a7 · Pion noir sur case noire g7 · Fou noir sur case blanche a6 · Pion noir sur case blanche e6 · Fou noir sur case noire f6 · Pion noir sur case noire h6 · Pion noir sur case noire c5 · Pion blanc sur case blanche c4 · Pion noir sur case noire d4 · Pion blanc sur case noire h4 · Pion blanc sur case blanche b3 · Tour blanche sur case noire c3 · Cavalier blanc sur case blanche f3 · Pion blanc sur case noire g3 · Pion blanc sur case blanche a2 · Dame blanche sur case blanche c2 · Fou blanc sur case noire d2 · Pion blanc sur case noire f2 · Fou blanc sur case blanche b1 · Roi blanc sur case noire e1 · Tour blanche sur case blanche h1 | Tour noire sur case blanche a8 · Cavalier noir sur case noire b8 · Dame noire sur case noire d8 · Tour noire sur case noire f8 · Roi noir sur case blanche g8 · Pion noir sur case noire a7 · Pion noir sur case noire g7 · Fou noir sur case blanche a6 · Pion noir sur case blanche e6 · Fou noir sur case noire f6 · Pion noir sur case noire h6 · Pion noir sur case noire c5 · Pion blanc sur case blanche c4 · Pion noir sur case noire d4 · Pion blanc sur case noire h4 · Pion blanc sur case blanche b3 · Tour blanche sur case noire c3 · Cavalier blanc sur case blanche f3 · Pion blanc sur case noire g3 · Pion blanc sur case blanche a2 · Dame blanche sur case blanche c2 · Fou blanc sur case noire d2 · Pion blanc sur case noire f2 · Fou blanc sur case blanche b1 · Roi blanc sur case noire e1 · Tour blanche sur case blanche h1 | Tour noire sur case blanche a8 · Cavalier noir sur case noire b8 · Dame noire sur case noire d8 · Tour noire sur case noire f8 · Roi noir sur case blanche g8 · Pion noir sur case noire a7 · Pion noir sur case noire g7 · Fou noir sur case blanche a6 · Pion noir sur case blanche e6 · Fou noir sur case noire f6 · Pion noir sur case noire h6 · Pion noir sur case noire c5 · Pion blanc sur case blanche c4 · Pion noir sur case noire d4 · Pion blanc sur case noire h4 · Pion blanc sur case blanche b3 · Tour blanche sur case noire c3 · Cavalier blanc sur case blanche f3 · Pion blanc sur case noire g3 · Pion blanc sur case blanche a2 · Dame blanche sur case blanche c2 · Fou blanc sur case noire d2 · Pion blanc sur case noire f2 · Fou blanc sur case blanche b1 · Roi blanc sur case noire e1 · Tour blanche sur case blanche h1 | Tour noire sur case blanche a8 · Cavalier noir sur case noire b8 · Dame noire sur case noire d8 · Tour noire sur case noire f8 · Roi noir sur case blanche g8 · Pion noir sur case noire a7 · Pion noir sur case noire g7 · Fou noir sur case blanche a6 · Pion noir sur case blanche e6 · Fou noir sur case noire f6 · Pion noir sur case noire h6 · Pion noir sur case noire c5 · Pion blanc sur case blanche c4 · Pion noir sur case noire d4 · Pion blanc sur case noire h4 · Pion blanc sur case blanche b3 · Tour blanche sur case noire c3 · Cavalier blanc sur case blanche f3 · Pion blanc sur case noire g3 · Pion blanc sur case blanche a2 · Dame blanche sur case blanche c2 · Fou blanc sur case noire d2 · Pion blanc sur case noire f2 · Fou blanc sur case blanche b1 · Roi blanc sur case noire e1 · Tour blanche sur case blanche h1 | Tour noire sur case blanche a8 · Cavalier noir sur case noire b8 · Dame noire sur case noire d8 · Tour noire sur case noire f8 · Roi noir sur case blanche g8 · Pion noir sur case noire a7 · Pion noir sur case noire g7 · Fou noir sur case blanche a6 · Pion noir sur case blanche e6 · Fou noir sur case noire f6 · Pion noir sur case noire h6 · Pion noir sur case noire c5 · Pion blanc sur case blanche c4 · Pion noir sur case noire d4 · Pion blanc sur case noire h4 · Pion blanc sur case blanche b3 · Tour blanche sur case noire c3 · Cavalier blanc sur case blanche f3 · Pion blanc sur case noire g3 · Pion blanc sur case blanche a2 · Dame blanche sur case blanche c2 · Fou blanc sur case noire d2 · Pion blanc sur case noire f2 · Fou blanc sur case blanche b1 · Roi blanc sur case noire e1 · Tour blanche sur case blanche h1 | Tour noire sur case blanche a8 · Cavalier noir sur case noire b8 · Dame noire sur case noire d8 · Tour noire sur case noire f8 · Roi noir sur case blanche g8 · Pion noir sur case noire a7 · Pion noir sur case noire g7 · Fou noir sur case blanche a6 · Pion noir sur case blanche e6 · Fou noir sur case noire f6 · Pion noir sur case noire h6 · Pion noir sur case noire c5 · Pion blanc sur case blanche c4 · Pion noir sur case noire d4 · Pion blanc sur case noire h4 · Pion blanc sur case blanche b3 · Tour blanche sur case noire c3 · Cavalier blanc sur case blanche f3 · Pion blanc sur case noire g3 · Pion blanc sur case blanche a2 · Dame blanche sur case blanche c2 · Fou blanc sur case noire d2 · Pion blanc sur case noire f2 · Fou blanc sur case blanche b1 · Roi blanc sur case noire e1 · Tour blanche sur case blanche h1 | Tour noire sur case blanche a8 · Cavalier noir sur case noire b8 · Dame noire sur case noire d8 · Tour noire sur case noire f8 · Roi noir sur case blanche g8 · Pion noir sur case noire a7 · Pion noir sur case noire g7 · Fou noir sur case blanche a6 · Pion noir sur case blanche e6 · Fou noir sur case noire f6 · Pion noir sur case noire h6 · Pion noir sur case noire c5 · Pion blanc sur case blanche c4 · Pion noir sur case noire d4 · Pion blanc sur case noire h4 · Pion blanc sur case blanche b3 · Tour blanche sur case noire c3 · Cavalier blanc sur case blanche f3 · Pion blanc sur case noire g3 · Pion blanc sur case blanche a2 · Dame blanche sur case blanche c2 · Fou blanc sur case noire d2 · Pion blanc sur case noire f2 · Fou blanc sur case blanche b1 · Roi blanc sur case noire e1 · Tour blanche sur case blanche h1 | Tour noire sur case blanche a8 · Cavalier noir sur case noire b8 · Dame noire sur case noire d8 · Tour noire sur case noire f8 · Roi noir sur case blanche g8 · Pion noir sur case noire a7 · Pion noir sur case noire g7 · Fou noir sur case blanche a6 · Pion noir sur case blanche e6 · Fou noir sur case noire f6 · Pion noir sur case noire h6 · Pion noir sur case noire c5 · Pion blanc sur case blanche c4 · Pion noir sur case noire d4 · Pion blanc sur case noire h4 · Pion blanc sur case blanche b3 · Tour blanche sur case noire c3 · Cavalier blanc sur case blanche f3 · Pion blanc sur case noire g3 · Pion blanc sur case blanche a2 · Dame blanche sur case blanche c2 · Fou blanc sur case noire d2 · Pion blanc sur case noire f2 · Fou blanc sur case blanche b1 · Roi blanc sur case noire e1 · Tour blanche sur case blanche h1 | 3 |
| 2 | Tour noire sur case blanche a8 · Cavalier noir sur case noire b8 · Dame noire sur case noire d8 · Tour noire sur case noire f8 · Roi noir sur case blanche g8 · Pion noir sur case noire a7 · Pion noir sur case noire g7 · Fou noir sur case blanche a6 · Pion noir sur case blanche e6 · Fou noir sur case noire f6 · Pion noir sur case noire h6 · Pion noir sur case noire c5 · Pion blanc sur case blanche c4 · Pion noir sur case noire d4 · Pion blanc sur case noire h4 · Pion blanc sur case blanche b3 · Tour blanche sur case noire c3 · Cavalier blanc sur case blanche f3 · Pion blanc sur case noire g3 · Pion blanc sur case blanche a2 · Dame blanche sur case blanche c2 · Fou blanc sur case noire d2 · Pion blanc sur case noire f2 · Fou blanc sur case blanche b1 · Roi blanc sur case noire e1 · Tour blanche sur case blanche h1 | Tour noire sur case blanche a8 · Cavalier noir sur case noire b8 · Dame noire sur case noire d8 · Tour noire sur case noire f8 · Roi noir sur case blanche g8 · Pion noir sur case noire a7 · Pion noir sur case noire g7 · Fou noir sur case blanche a6 · Pion noir sur case blanche e6 · Fou noir sur case noire f6 · Pion noir sur case noire h6 · Pion noir sur case noire c5 · Pion blanc sur case blanche c4 · Pion noir sur case noire d4 · Pion blanc sur case noire h4 · Pion blanc sur case blanche b3 · Tour blanche sur case noire c3 · Cavalier blanc sur case blanche f3 · Pion blanc sur case noire g3 · Pion blanc sur case blanche a2 · Dame blanche sur case blanche c2 · Fou blanc sur case noire d2 · Pion blanc sur case noire f2 · Fou blanc sur case blanche b1 · Roi blanc sur case noire e1 · Tour blanche sur case blanche h1 | Tour noire sur case blanche a8 · Cavalier noir sur case noire b8 · Dame noire sur case noire d8 · Tour noire sur case noire f8 · Roi noir sur case blanche g8 · Pion noir sur case noire a7 · Pion noir sur case noire g7 · Fou noir sur case blanche a6 · Pion noir sur case blanche e6 · Fou noir sur case noire f6 · Pion noir sur case noire h6 · Pion noir sur case noire c5 · Pion blanc sur case blanche c4 · Pion noir sur case noire d4 · Pion blanc sur case noire h4 · Pion blanc sur case blanche b3 · Tour blanche sur case noire c3 · Cavalier blanc sur case blanche f3 · Pion blanc sur case noire g3 · Pion blanc sur case blanche a2 · Dame blanche sur case blanche c2 · Fou blanc sur case noire d2 · Pion blanc sur case noire f2 · Fou blanc sur case blanche b1 · Roi blanc sur case noire e1 · Tour blanche sur case blanche h1 | Tour noire sur case blanche a8 · Cavalier noir sur case noire b8 · Dame noire sur case noire d8 · Tour noire sur case noire f8 · Roi noir sur case blanche g8 · Pion noir sur case noire a7 · Pion noir sur case noire g7 · Fou noir sur case blanche a6 · Pion noir sur case blanche e6 · Fou noir sur case noire f6 · Pion noir sur case noire h6 · Pion noir sur case noire c5 · Pion blanc sur case blanche c4 · Pion noir sur case noire d4 · Pion blanc sur case noire h4 · Pion blanc sur case blanche b3 · Tour blanche sur case noire c3 · Cavalier blanc sur case blanche f3 · Pion blanc sur case noire g3 · Pion blanc sur case blanche a2 · Dame blanche sur case blanche c2 · Fou blanc sur case noire d2 · Pion blanc sur case noire f2 · Fou blanc sur case blanche b1 · Roi blanc sur case noire e1 · Tour blanche sur case blanche h1 | Tour noire sur case blanche a8 · Cavalier noir sur case noire b8 · Dame noire sur case noire d8 · Tour noire sur case noire f8 · Roi noir sur case blanche g8 · Pion noir sur case noire a7 · Pion noir sur case noire g7 · Fou noir sur case blanche a6 · Pion noir sur case blanche e6 · Fou noir sur case noire f6 · Pion noir sur case noire h6 · Pion noir sur case noire c5 · Pion blanc sur case blanche c4 · Pion noir sur case noire d4 · Pion blanc sur case noire h4 · Pion blanc sur case blanche b3 · Tour blanche sur case noire c3 · Cavalier blanc sur case blanche f3 · Pion blanc sur case noire g3 · Pion blanc sur case blanche a2 · Dame blanche sur case blanche c2 · Fou blanc sur case noire d2 · Pion blanc sur case noire f2 · Fou blanc sur case blanche b1 · Roi blanc sur case noire e1 · Tour blanche sur case blanche h1 | Tour noire sur case blanche a8 · Cavalier noir sur case noire b8 · Dame noire sur case noire d8 · Tour noire sur case noire f8 · Roi noir sur case blanche g8 · Pion noir sur case noire a7 · Pion noir sur case noire g7 · Fou noir sur case blanche a6 · Pion noir sur case blanche e6 · Fou noir sur case noire f6 · Pion noir sur case noire h6 · Pion noir sur case noire c5 · Pion blanc sur case blanche c4 · Pion noir sur case noire d4 · Pion blanc sur case noire h4 · Pion blanc sur case blanche b3 · Tour blanche sur case noire c3 · Cavalier blanc sur case blanche f3 · Pion blanc sur case noire g3 · Pion blanc sur case blanche a2 · Dame blanche sur case blanche c2 · Fou blanc sur case noire d2 · Pion blanc sur case noire f2 · Fou blanc sur case blanche b1 · Roi blanc sur case noire e1 · Tour blanche sur case blanche h1 | Tour noire sur case blanche a8 · Cavalier noir sur case noire b8 · Dame noire sur case noire d8 · Tour noire sur case noire f8 · Roi noir sur case blanche g8 · Pion noir sur case noire a7 · Pion noir sur case noire g7 · Fou noir sur case blanche a6 · Pion noir sur case blanche e6 · Fou noir sur case noire f6 · Pion noir sur case noire h6 · Pion noir sur case noire c5 · Pion blanc sur case blanche c4 · Pion noir sur case noire d4 · Pion blanc sur case noire h4 · Pion blanc sur case blanche b3 · Tour blanche sur case noire c3 · Cavalier blanc sur case blanche f3 · Pion blanc sur case noire g3 · Pion blanc sur case blanche a2 · Dame blanche sur case blanche c2 · Fou blanc sur case noire d2 · Pion blanc sur case noire f2 · Fou blanc sur case blanche b1 · Roi blanc sur case noire e1 · Tour blanche sur case blanche h1 | Tour noire sur case blanche a8 · Cavalier noir sur case noire b8 · Dame noire sur case noire d8 · Tour noire sur case noire f8 · Roi noir sur case blanche g8 · Pion noir sur case noire a7 · Pion noir sur case noire g7 · Fou noir sur case blanche a6 · Pion noir sur case blanche e6 · Fou noir sur case noire f6 · Pion noir sur case noire h6 · Pion noir sur case noire c5 · Pion blanc sur case blanche c4 · Pion noir sur case noire d4 · Pion blanc sur case noire h4 · Pion blanc sur case blanche b3 · Tour blanche sur case noire c3 · Cavalier blanc sur case blanche f3 · Pion blanc sur case noire g3 · Pion blanc sur case blanche a2 · Dame blanche sur case blanche c2 · Fou blanc sur case noire d2 · Pion blanc sur case noire f2 · Fou blanc sur case blanche b1 · Roi blanc sur case noire e1 · Tour blanche sur case blanche h1 | 2 |
| 1 | Tour noire sur case blanche a8 · Cavalier noir sur case noire b8 · Dame noire sur case noire d8 · Tour noire sur case noire f8 · Roi noir sur case blanche g8 · Pion noir sur case noire a7 · Pion noir sur case noire g7 · Fou noir sur case blanche a6 · Pion noir sur case blanche e6 · Fou noir sur case noire f6 · Pion noir sur case noire h6 · Pion noir sur case noire c5 · Pion blanc sur case blanche c4 · Pion noir sur case noire d4 · Pion blanc sur case noire h4 · Pion blanc sur case blanche b3 · Tour blanche sur case noire c3 · Cavalier blanc sur case blanche f3 · Pion blanc sur case noire g3 · Pion blanc sur case blanche a2 · Dame blanche sur case blanche c2 · Fou blanc sur case noire d2 · Pion blanc sur case noire f2 · Fou blanc sur case blanche b1 · Roi blanc sur case noire e1 · Tour blanche sur case blanche h1 | Tour noire sur case blanche a8 · Cavalier noir sur case noire b8 · Dame noire sur case noire d8 · Tour noire sur case noire f8 · Roi noir sur case blanche g8 · Pion noir sur case noire a7 · Pion noir sur case noire g7 · Fou noir sur case blanche a6 · Pion noir sur case blanche e6 · Fou noir sur case noire f6 · Pion noir sur case noire h6 · Pion noir sur case noire c5 · Pion blanc sur case blanche c4 · Pion noir sur case noire d4 · Pion blanc sur case noire h4 · Pion blanc sur case blanche b3 · Tour blanche sur case noire c3 · Cavalier blanc sur case blanche f3 · Pion blanc sur case noire g3 · Pion blanc sur case blanche a2 · Dame blanche sur case blanche c2 · Fou blanc sur case noire d2 · Pion blanc sur case noire f2 · Fou blanc sur case blanche b1 · Roi blanc sur case noire e1 · Tour blanche sur case blanche h1 | Tour noire sur case blanche a8 · Cavalier noir sur case noire b8 · Dame noire sur case noire d8 · Tour noire sur case noire f8 · Roi noir sur case blanche g8 · Pion noir sur case noire a7 · Pion noir sur case noire g7 · Fou noir sur case blanche a6 · Pion noir sur case blanche e6 · Fou noir sur case noire f6 · Pion noir sur case noire h6 · Pion noir sur case noire c5 · Pion blanc sur case blanche c4 · Pion noir sur case noire d4 · Pion blanc sur case noire h4 · Pion blanc sur case blanche b3 · Tour blanche sur case noire c3 · Cavalier blanc sur case blanche f3 · Pion blanc sur case noire g3 · Pion blanc sur case blanche a2 · Dame blanche sur case blanche c2 · Fou blanc sur case noire d2 · Pion blanc sur case noire f2 · Fou blanc sur case blanche b1 · Roi blanc sur case noire e1 · Tour blanche sur case blanche h1 | Tour noire sur case blanche a8 · Cavalier noir sur case noire b8 · Dame noire sur case noire d8 · Tour noire sur case noire f8 · Roi noir sur case blanche g8 · Pion noir sur case noire a7 · Pion noir sur case noire g7 · Fou noir sur case blanche a6 · Pion noir sur case blanche e6 · Fou noir sur case noire f6 · Pion noir sur case noire h6 · Pion noir sur case noire c5 · Pion blanc sur case blanche c4 · Pion noir sur case noire d4 · Pion blanc sur case noire h4 · Pion blanc sur case blanche b3 · Tour blanche sur case noire c3 · Cavalier blanc sur case blanche f3 · Pion blanc sur case noire g3 · Pion blanc sur case blanche a2 · Dame blanche sur case blanche c2 · Fou blanc sur case noire d2 · Pion blanc sur case noire f2 · Fou blanc sur case blanche b1 · Roi blanc sur case noire e1 · Tour blanche sur case blanche h1 | Tour noire sur case blanche a8 · Cavalier noir sur case noire b8 · Dame noire sur case noire d8 · Tour noire sur case noire f8 · Roi noir sur case blanche g8 · Pion noir sur case noire a7 · Pion noir sur case noire g7 · Fou noir sur case blanche a6 · Pion noir sur case blanche e6 · Fou noir sur case noire f6 · Pion noir sur case noire h6 · Pion noir sur case noire c5 · Pion blanc sur case blanche c4 · Pion noir sur case noire d4 · Pion blanc sur case noire h4 · Pion blanc sur case blanche b3 · Tour blanche sur case noire c3 · Cavalier blanc sur case blanche f3 · Pion blanc sur case noire g3 · Pion blanc sur case blanche a2 · Dame blanche sur case blanche c2 · Fou blanc sur case noire d2 · Pion blanc sur case noire f2 · Fou blanc sur case blanche b1 · Roi blanc sur case noire e1 · Tour blanche sur case blanche h1 | Tour noire sur case blanche a8 · Cavalier noir sur case noire b8 · Dame noire sur case noire d8 · Tour noire sur case noire f8 · Roi noir sur case blanche g8 · Pion noir sur case noire a7 · Pion noir sur case noire g7 · Fou noir sur case blanche a6 · Pion noir sur case blanche e6 · Fou noir sur case noire f6 · Pion noir sur case noire h6 · Pion noir sur case noire c5 · Pion blanc sur case blanche c4 · Pion noir sur case noire d4 · Pion blanc sur case noire h4 · Pion blanc sur case blanche b3 · Tour blanche sur case noire c3 · Cavalier blanc sur case blanche f3 · Pion blanc sur case noire g3 · Pion blanc sur case blanche a2 · Dame blanche sur case blanche c2 · Fou blanc sur case noire d2 · Pion blanc sur case noire f2 · Fou blanc sur case blanche b1 · Roi blanc sur case noire e1 · Tour blanche sur case blanche h1 | Tour noire sur case blanche a8 · Cavalier noir sur case noire b8 · Dame noire sur case noire d8 · Tour noire sur case noire f8 · Roi noir sur case blanche g8 · Pion noir sur case noire a7 · Pion noir sur case noire g7 · Fou noir sur case blanche a6 · Pion noir sur case blanche e6 · Fou noir sur case noire f6 · Pion noir sur case noire h6 · Pion noir sur case noire c5 · Pion blanc sur case blanche c4 · Pion noir sur case noire d4 · Pion blanc sur case noire h4 · Pion blanc sur case blanche b3 · Tour blanche sur case noire c3 · Cavalier blanc sur case blanche f3 · Pion blanc sur case noire g3 · Pion blanc sur case blanche a2 · Dame blanche sur case blanche c2 · Fou blanc sur case noire d2 · Pion blanc sur case noire f2 · Fou blanc sur case blanche b1 · Roi blanc sur case noire e1 · Tour blanche sur case blanche h1 | Tour noire sur case blanche a8 · Cavalier noir sur case noire b8 · Dame noire sur case noire d8 · Tour noire sur case noire f8 · Roi noir sur case blanche g8 · Pion noir sur case noire a7 · Pion noir sur case noire g7 · Fou noir sur case blanche a6 · Pion noir sur case blanche e6 · Fou noir sur case noire f6 · Pion noir sur case noire h6 · Pion noir sur case noire c5 · Pion blanc sur case blanche c4 · Pion noir sur case noire d4 · Pion blanc sur case noire h4 · Pion blanc sur case blanche b3 · Tour blanche sur case noire c3 · Cavalier blanc sur case blanche f3 · Pion blanc sur case noire g3 · Pion blanc sur case blanche a2 · Dame blanche sur case blanche c2 · Fou blanc sur case noire d2 · Pion blanc sur case noire f2 · Fou blanc sur case blanche b1 · Roi blanc sur case noire e1 · Tour blanche sur case blanche h1 | 1 |
|   | a | b | c | d | e | f | g | h |   |

Dans le même tournoi M-Tel Masters en 2005, Topalov bat l'ancien champion du monde FIDE Ruslan Ponomariov avec les pièces blanches. Après 17 coups, Topalov lance une série de puissants coups tactiques avec le sacrifice d'un cavalier et d'une tour.
Veselin Topalov - Ruslan Ponomariov

M-Tel Masters, Sofia, 21 mai 2005, ronde 9

Défense ouest-indienne (code ECO : E12 à E15) :

1.d4 Cf6 2.c4 e6 3.Cf3 b6 4.g3 Fa6 5.b3 Fb4+ 6.Fd2 Fe7 7.Cc3 0-0 8.Tc1 c6 9.e4 d5 10.e5 (N) Ce4 11.Fd3 Cxc3 12.Txc3 c5 13.dxc5 bxc5 14.h4 h6 15.Fb1 f5? 16.exf6 Fxf6 17.Dc2! d4 (diagramme) 18.Cg5!! hxg5 19.hxg5 dxc3 20.Ff4 Rf7 21.Dg6+ Re7 22.gxf6+ Txf6 23.Dxg7+ Tf7 24.Fg5+ Rd6 25.Dxf7 Dxg5 26.Th7 De5+ 27.Rf1 Rc6 28.De8+ Rb6 29.Dd8+ Rc6 30.Fe4+! 1-0
(Si 30. ..Dxe4 31.Dc7 mat)